# Plage du Touquet-Paris-Plage

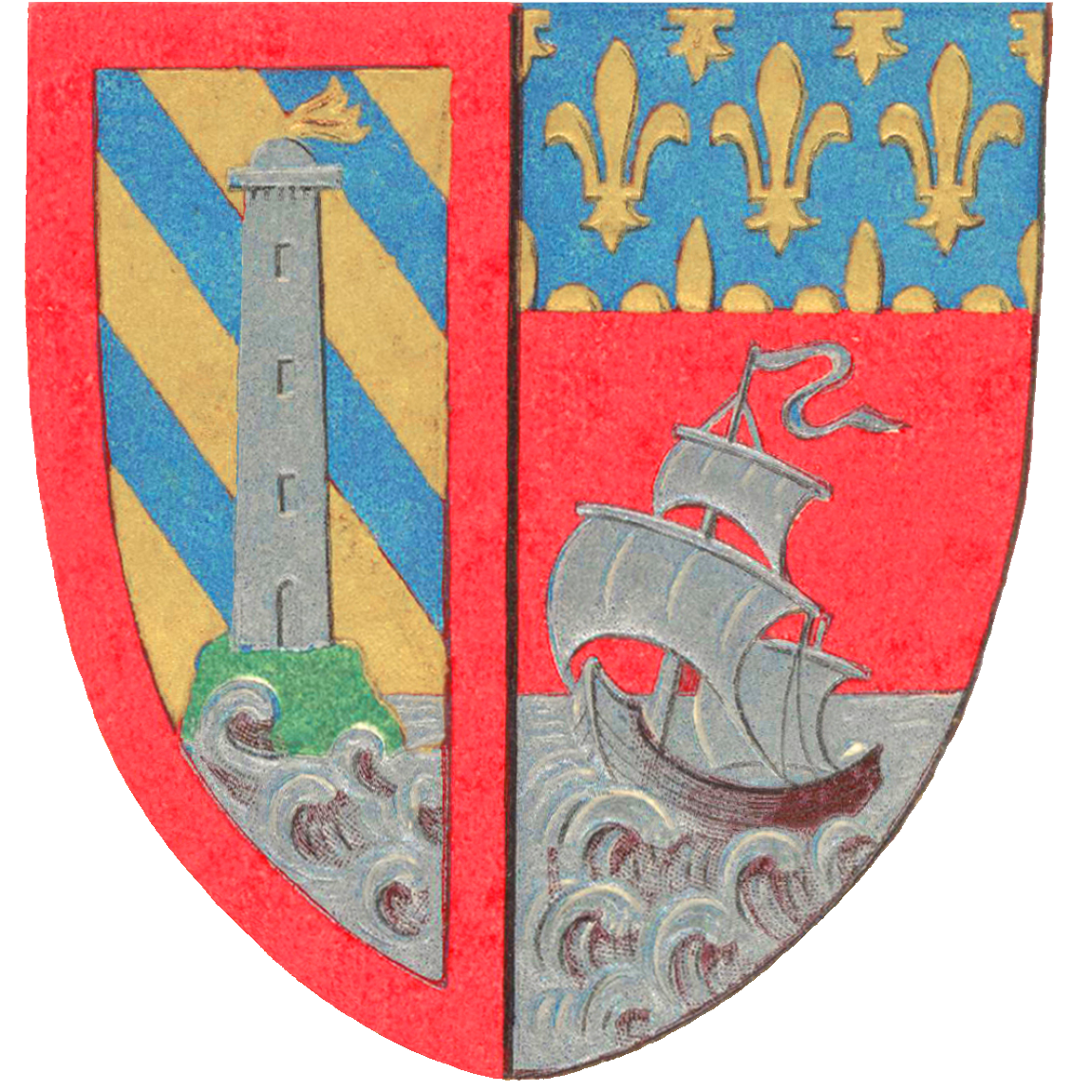
Blason du Touquet-Paris-Plage.

La plage du Touquet-Paris-Plage est la plage du Touquet-Paris-Plage, commune française située dans le département du Pas-de-Calais en région Hauts-de-France.
C'est une longue plage, de presque six kilomètres, d'un sable très fin, sur laquelle se sont développées depuis un siècle, les activités du char à voile. Compte tenu de son orientation Ouest, le soleil couchant offre de magnifiques étendues de lumière rougeoyante sur plusieurs kilomètres.

## Géographie

### Localisation

La commune du Touquet-Paris-Plage est située sur la Côte d'Opale.

La plage du Touquet-Paris-Plage est située au sud de l'estuaire de la Canche. Cette plage s’étend au sud, d'abord sur le territoire de la commune sur une longueur de 2 kilomètres jusqu'à l'établissement de thalassothérapie, puis se poursuit sur une longueur de 2,5 kilomètres le long des dunes et atteint le territoire de la commune de Cucq (Stella-Plage). Elle se poursuit au sud sur le territoire de la commune de Merlimont et atteint la baie d'Authie au niveau de la commune de Berck.

### Les bâches
Les bâches (appelées baïnes sur la côte landaise) sont des creux sur le sable où il reste de l'eau à marée basse. Les bâches se forment sur un relief où le phénomène de marée est fort, le sable fin et le dénivelé faible, ce qui est le cas de cette plage. La houle déplace le sable le long du rivage, interférant avec les courants perpendiculaires à la plage, qui résulte du flux et du reflux des vagues. Ces courants emportent vers le large le sable de fond creusant ainsi des cuvettes visibles à marée basse qui peuvent atteindre de très grandes dimensions. Lorsque des brèches s'ouvrent dans le banc de sable, l'eau s'échappe violemment de la bâche selon un système de vidange. Ces courants de « sorties de bâches » ou courant d'arrachement sont dangereux et nécessitent une surveillance particulière.

### La digue
L'engraissement, avec le sable, de la côte entraîne les reculs successifs du rivage qui ont permis, en 1899, de construire l'ancien boulevard de la Mer (Docteur-Jules-Pouget aujourd'hui) devant les villas édifiées en bordure.

#### La digue de l'Atlantic-Hôtel
La « première », et plus courte digue construite en 1904, est la digue « Atlantic », il s'agit de la digue construite, en briques, devant l'Atlantic Hôtel sur une longueur de 80 m. Elle est toujours visible.

#### La digue de la plage plantée d'oyats
C'est probablement vers 1904 que commencent les travaux de déblaiement du sable du front de mer, vraisemblablement par la « Société Générale Immobilière du Touquet-Paris-Plage », on y plante des oyats pour y fixer le sable, c'est ce que montre une carte postale de 1910 intitulée « La nouvelle digue ».

#### La digue Ridoux

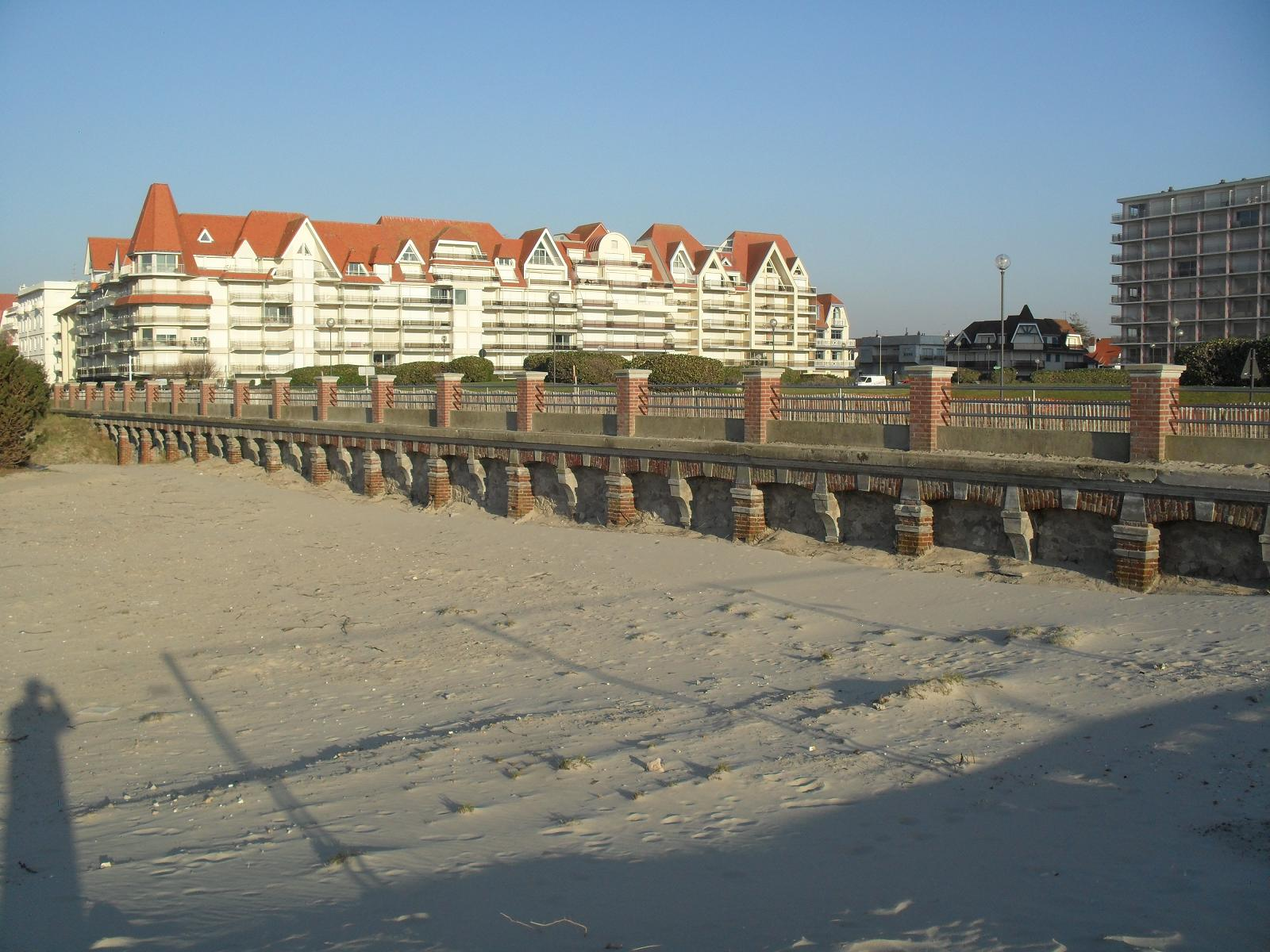
Vue Actuelle de la Digue-Promenade de Paul Ridoux - Le Touquet-Paris-Plage

En 1904, est créé le lotissement Ridoux et en août 1906, est achevée la digue dite « digue Ridoux » du nom de son architecte Paul Ridoux. De dimensions 20 m x 500 mètres et d'une hauteur de 3,75 m, elle est destinée à protéger le lais de mer acheté en 1901. Cette digue, qui commence à la hauteur de la rue Joseph-Duboc (anciennement rue de la Lune) et s'étend 500 m vers le Nord, a été ultérieurement intégrée à la digue promenade,.

#### La digue-promenade de 1922
Le 22 juin 1914 est approuvé par le préfet du Pas-de-Calais, le projet de la construction de la digue-promenade. En 1921, est cédé, aux propriétaires riverains, l'ancien boulevard de la Mer en vue de la création de jardinets d'agréments en façade de chaque villa et la nouvelle digue promenade sera réalisée en 1922.
Cette nouvelle digue est construite, dans le prolongement de la première, de l'avenue Joseph-Duboc jusqu'au delà de l'Atlantic Hôtel  l'avenue de l’Atlantique, elle est inaugurée, par le maire Fernand Recoussine et Maurice Colrat sous-secrétaire d'État à la présidence du conseil, en présence de madame Duboc, le 23 juillet 1922. Cette digue résulte de la cession des 9 ha de lais de mer par l'État à la nouvelle commune du Touquet-Paris-Plage pour un prix de 70 000 F. Le projet est conduit par Alphonse Dufossé, ingénieur des Ponts et Chaussées d'Étaples, cette esplanade porte, pendant une période, son nom « Esplanade Alphonse-Dufossé ». Elle est longue de 1 288 m . C'est l'entreprise Buyssens de Roubaix qui fournit l'ensemble du dallage de l'esplanade.

#### La digue de 1960
Une troisième digue est construite et, le 15 juillet 1960, a lieu son inauguration, présidée par le préfet Robert Cousin, en présence du sénateur Pierre Garet, suivie d'un dîner à l'hôtel de la Mer. Ce projet est réalisé sur les plans des architectes Pierre et Louis-Michel Quételart, les travaux étant confiés à l'entreprise Fougerolle, pour un marché total de 2 800 000 NF. La digue dispose de 1 200 places de stationnement et 761 cabines, elle est large de 70 m et comporte 17 escaliers vers la plage, l'ouvrage est construit à 1,50 m en contrebas afin de préserver la visibilité des promeneurs et de rendre invisibles les voitures.
En 1962 est émis un timbre représentant une vue aérienne, en plongée depuis le nord, et qui accorde une place de choix à la nouvelle digue. Cette image philatélique, gravée par Jean Pheulpin, est émise à l'occasion du cinquantenaire de la naissance administrative du Touquet-Paris-Plage. C'est la photo présentée ci-contre, qui servira d'inspiration au graveur.

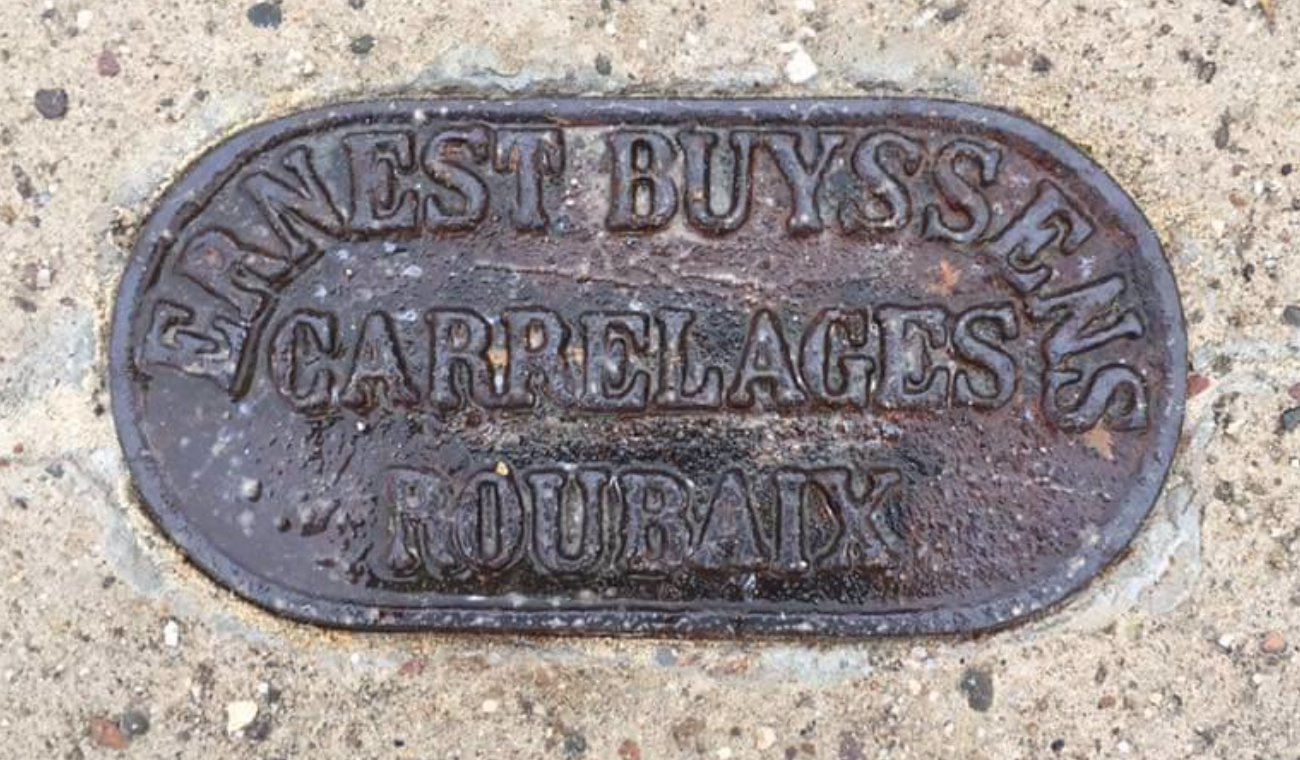
Plaque Ernest Buyssens sur la digue.
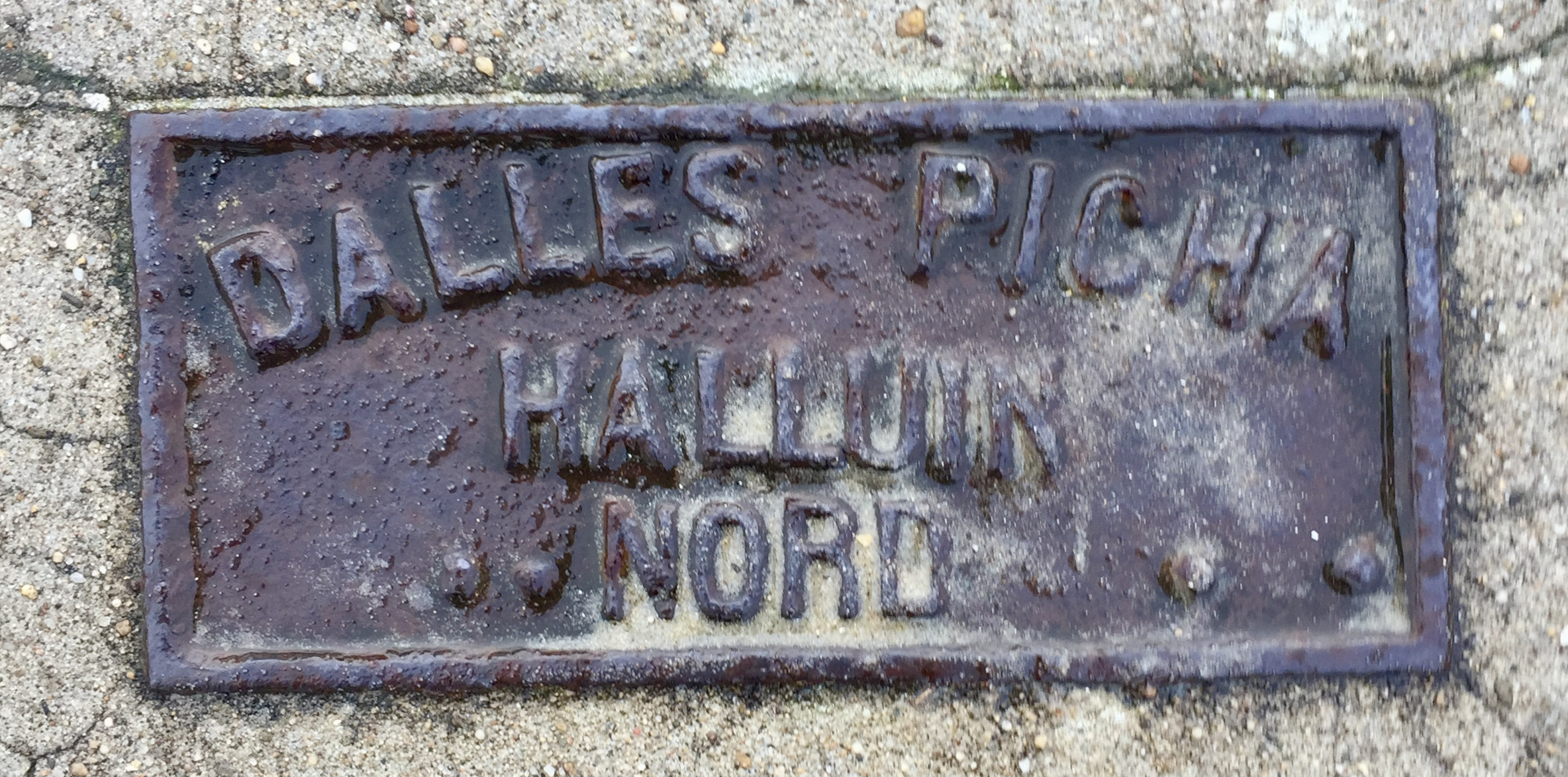
Plaque Picha sur la digue.

### Les cabines

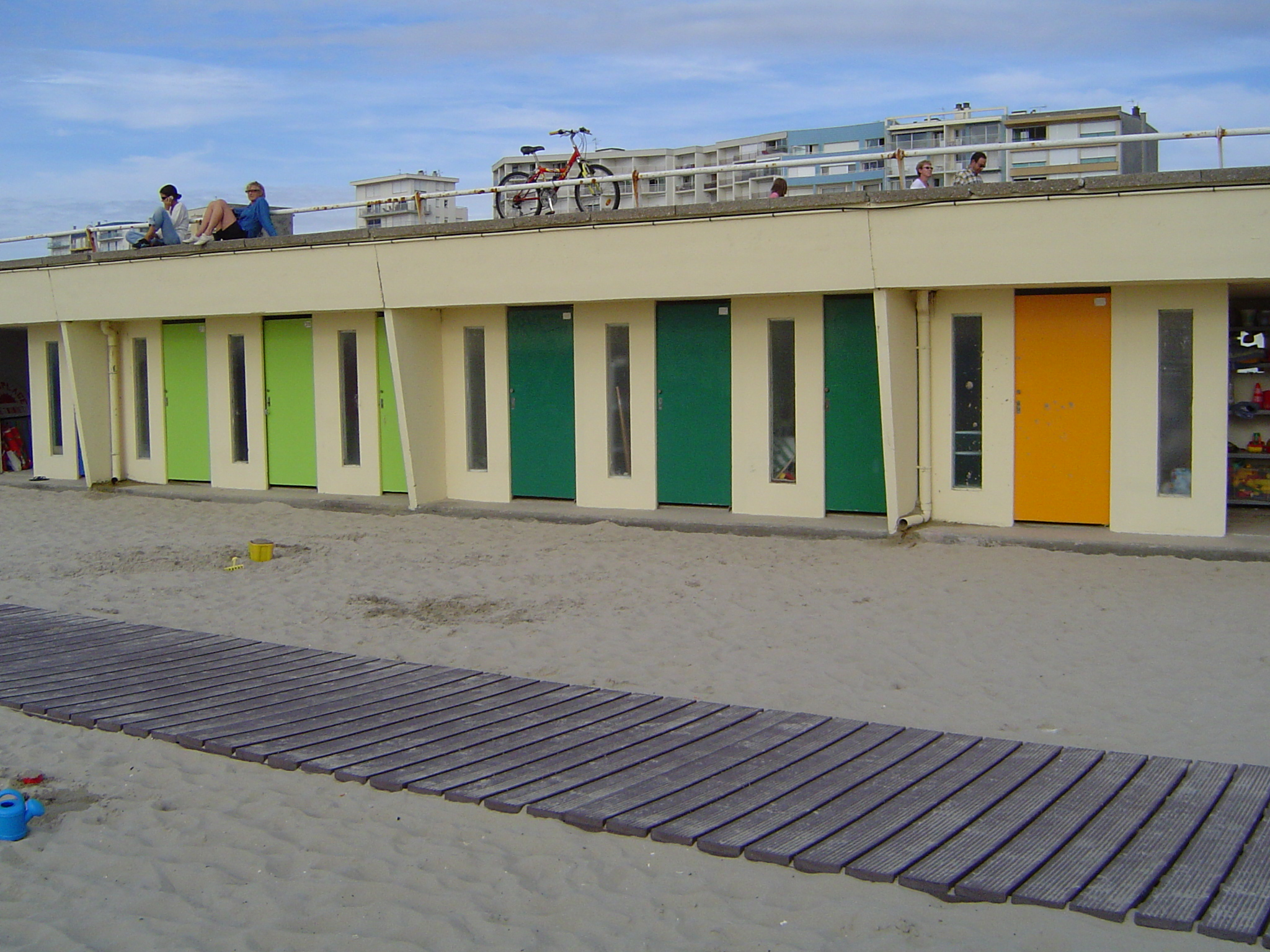
Cabines le long de la plage.

La municipalité administre 761 cabines le long de la plage. Ces cabines ont été construites, en 1959, en même temps que la digue.

### Les patios
Les patios — au nombre de trois au sud de l'aqualud — sont des espaces de sable, abrités du vent. Au pourtour de ces patios se trouvent des cabines.

### Les dunes
La plage est bordée de dunes, à la fois au nord et au sud.

#### À l’extrême nord: l'estuaire de la Canche
La zone de l'estuaire de la Canche est extrêmement dangereuse pour les promeneurs, en raison de sables mouvants et de la montée rapide de la mer. Cette zone est située dans la pointe du Touquet, site naturel classé du département du Pas-de-Calais.

#### Puis les dunes, dans la partie nord de la plage...

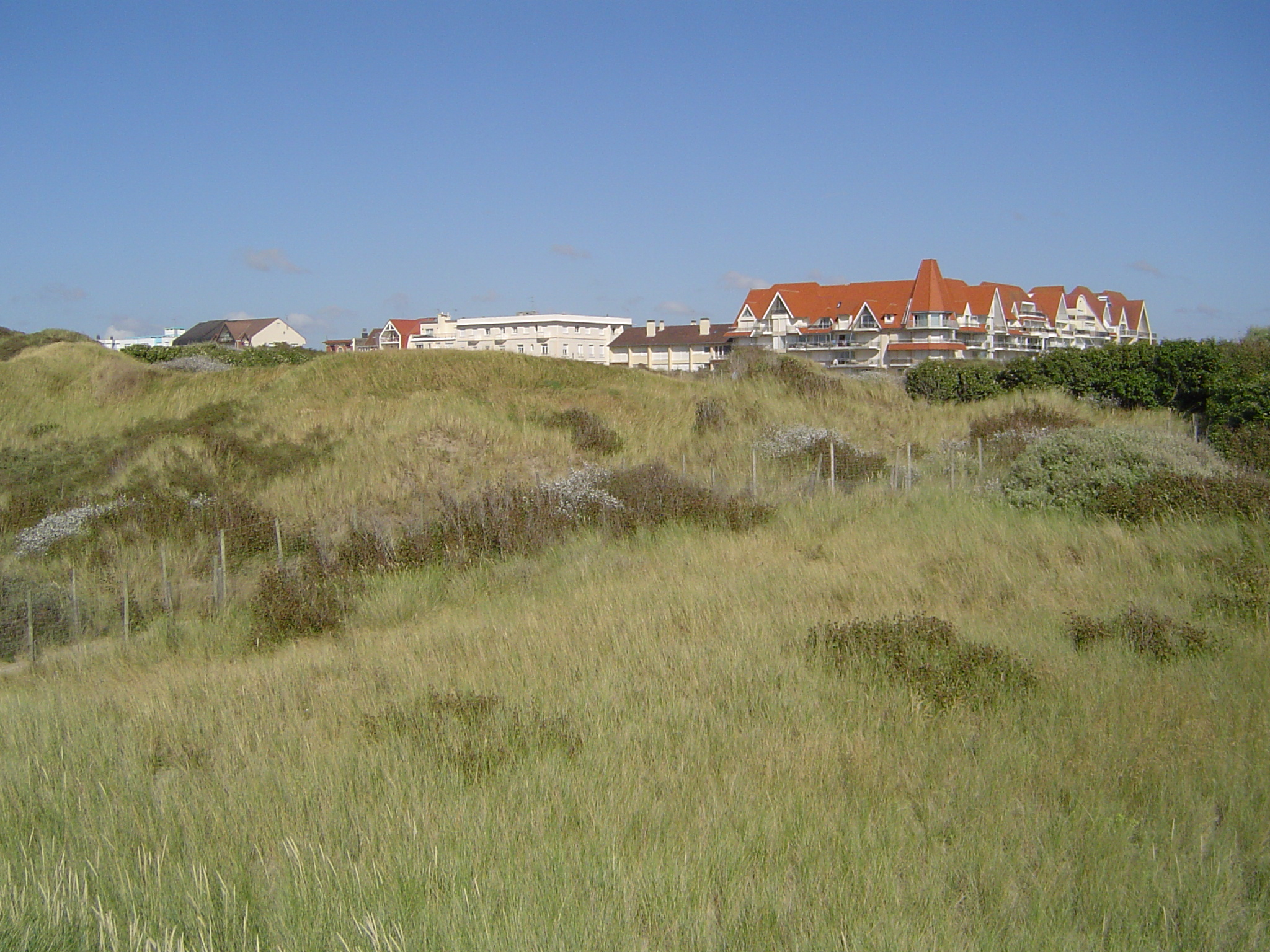
Dunes au nord de la plage.
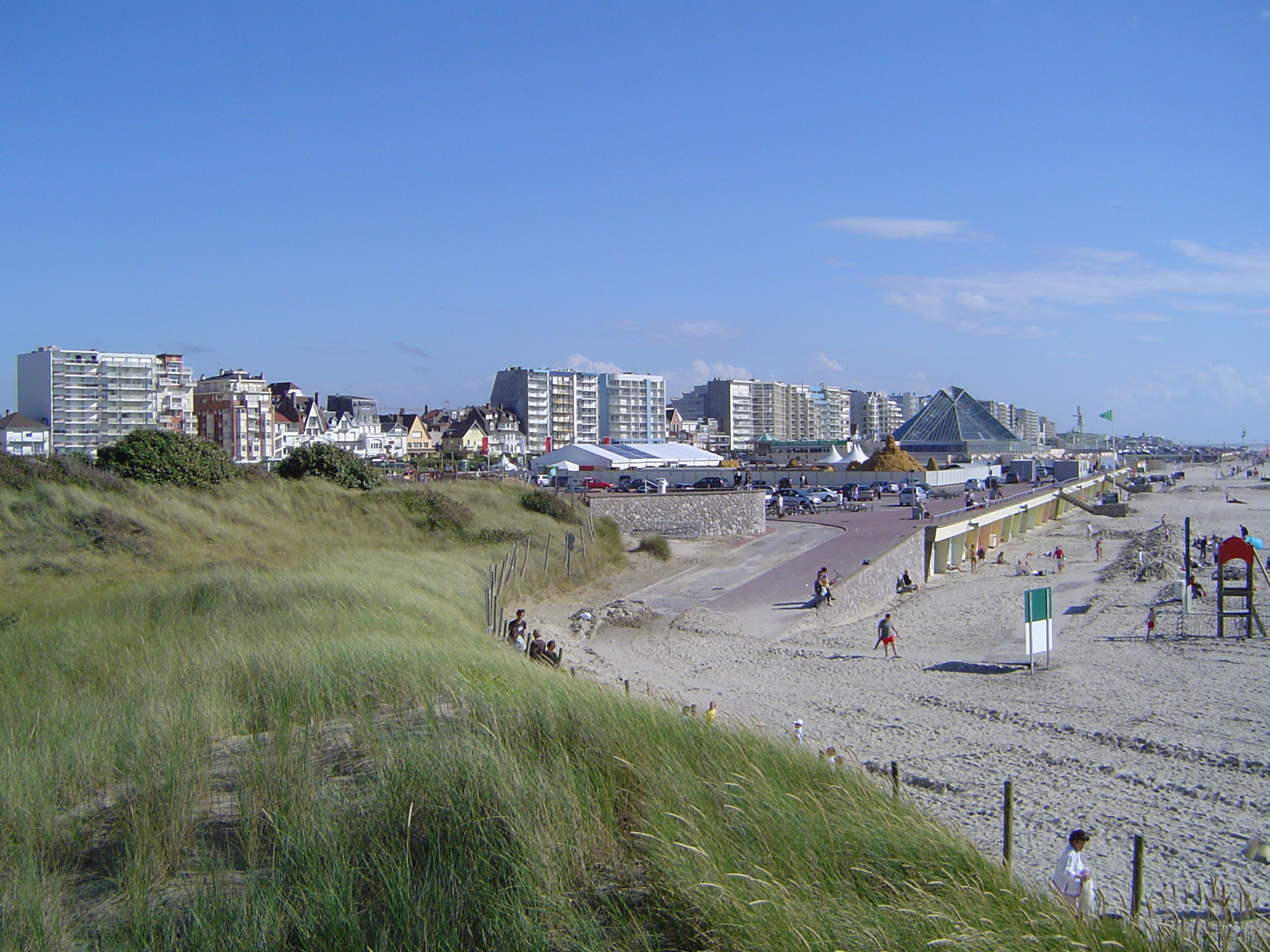
Dunes au nord de la plage.
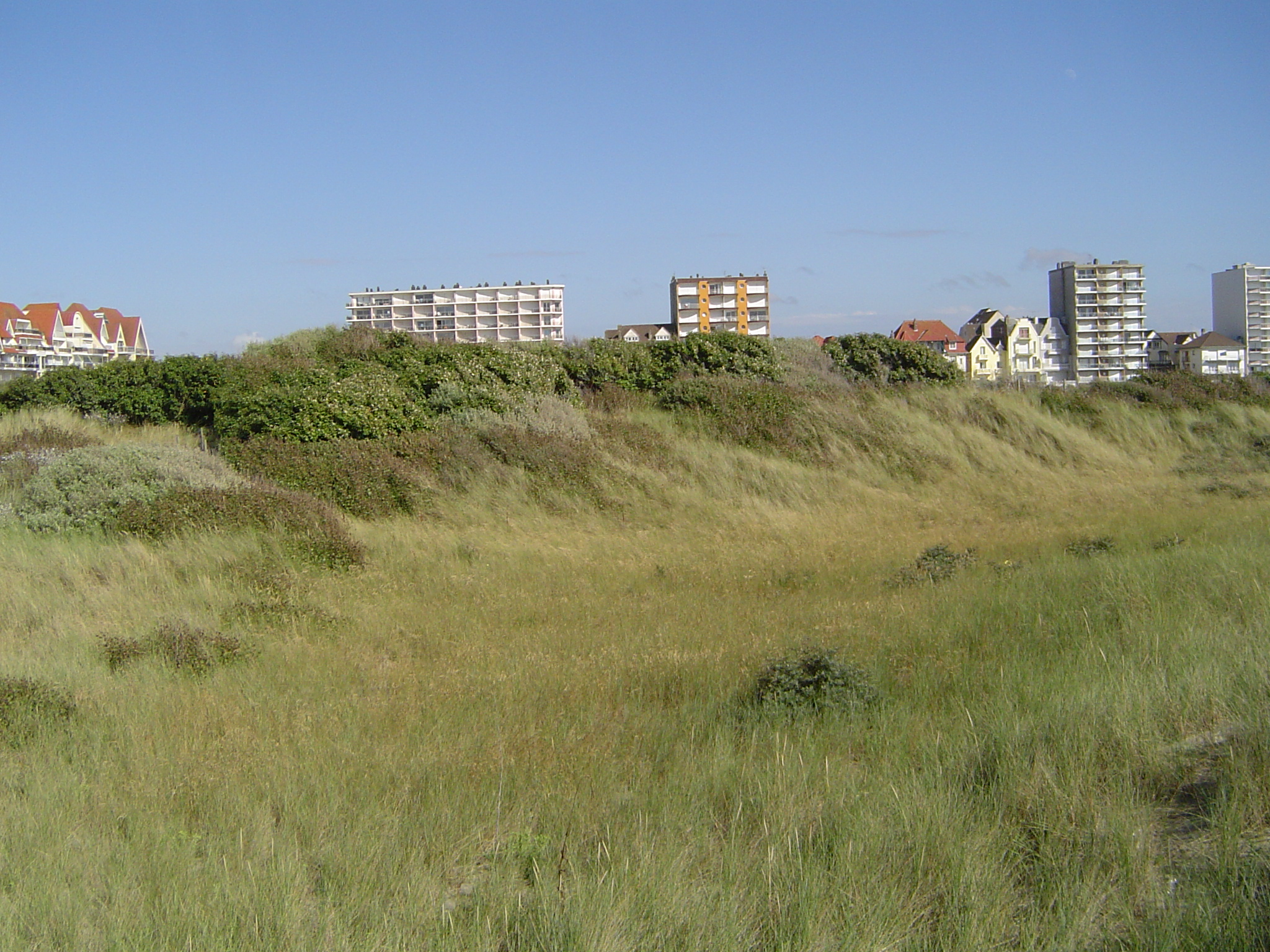
Dunes au nord de la plage.
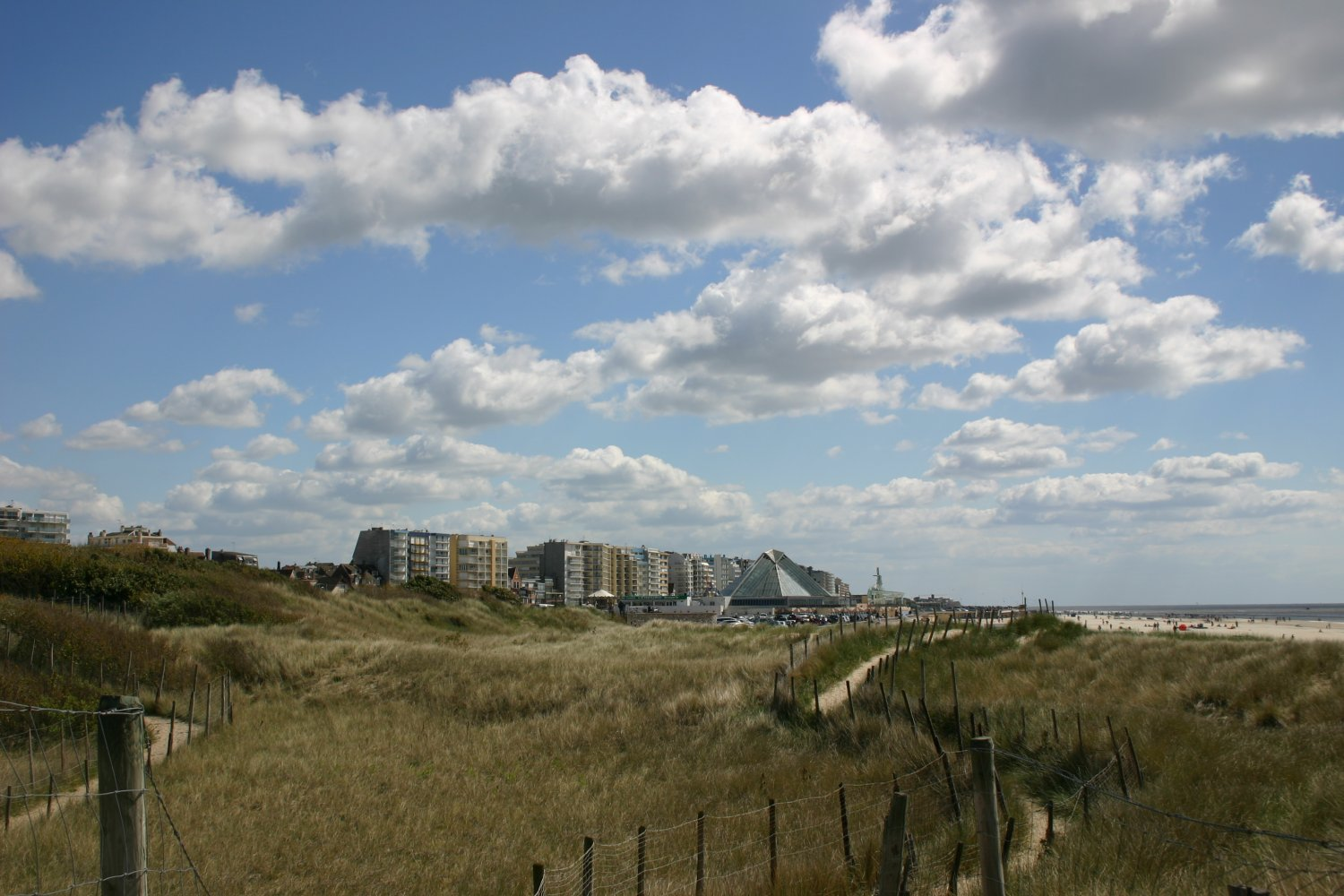
Dunes au nord de la plage, au fond : le front de mer, nord

#### ... et les dunes dans la partie sud de la plage

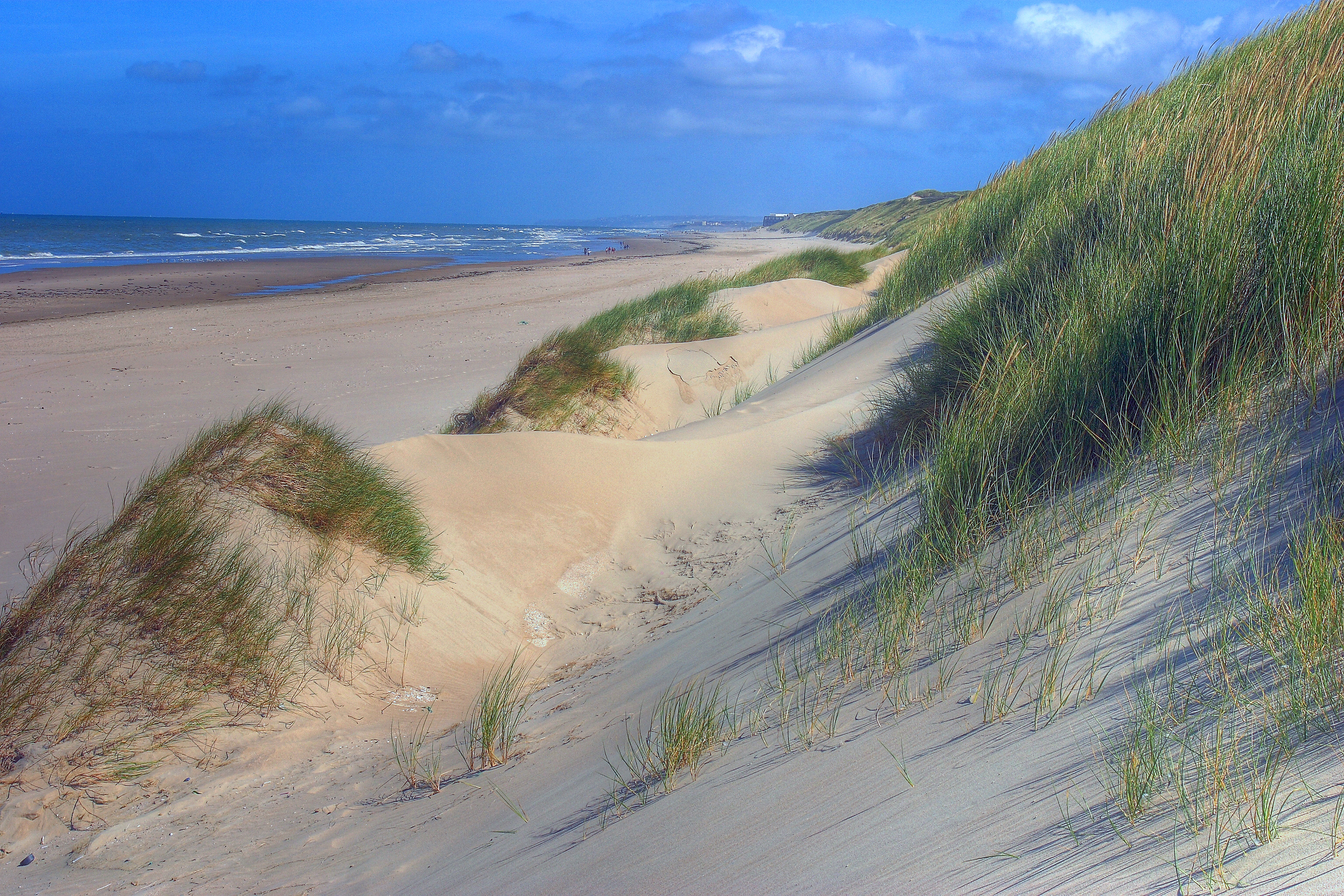
Dunes au sud de la plage, au fond : l'établissement de thalassothérapie, dernière construction du front de mer.
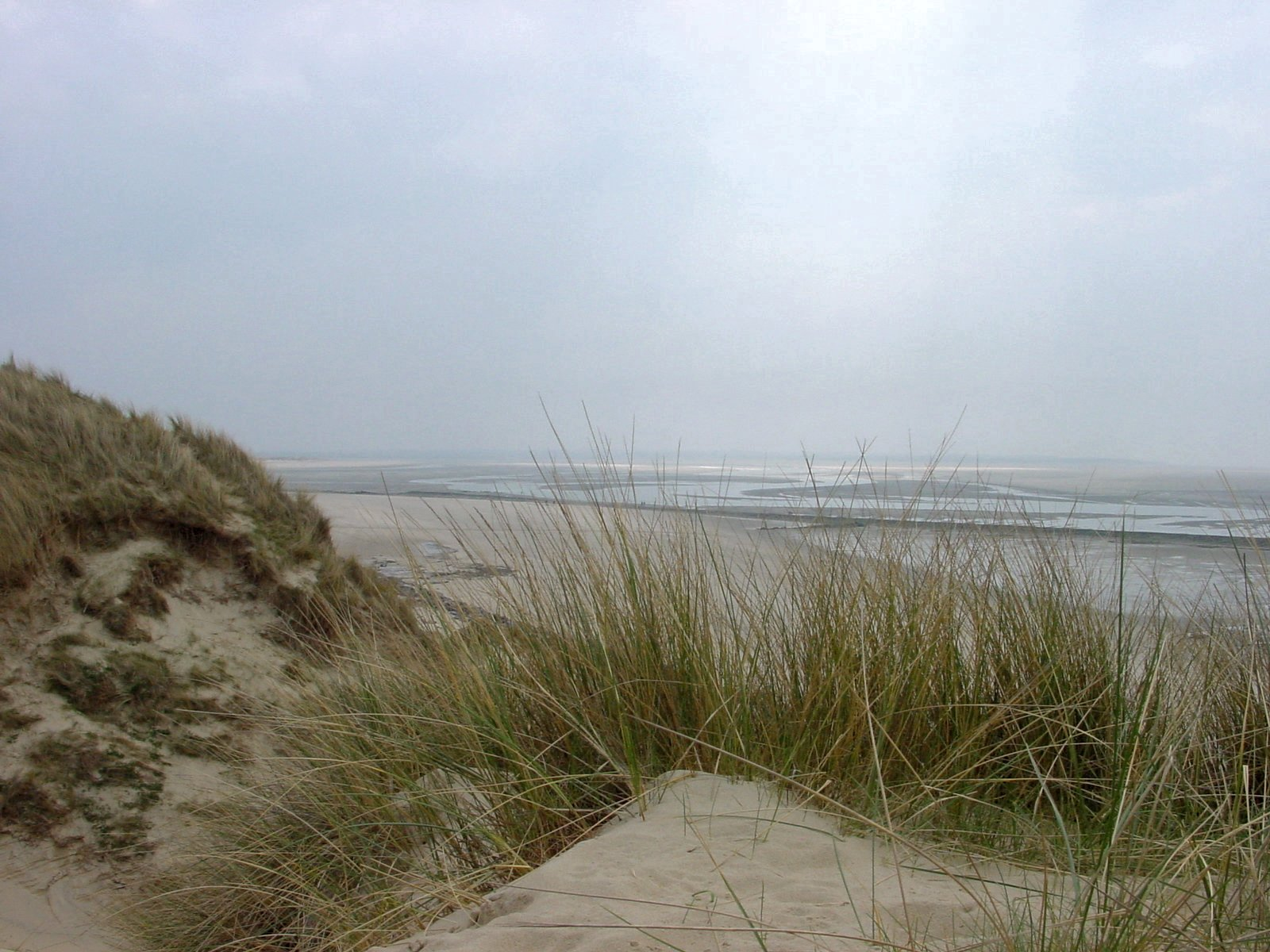
Dunes au sud de la plage.

## Historique
1889 : création du premier poste de surveillance des bains avec deux matelots.
1901 : Paul Ridoux fait l'acquisition de 22 hectares de lais de mer pour 140 000 F.
1905 : construction de la digue Ridoux (20 m x 500 mètres, hauteur 3,75 m) pour protéger le lais de mer acheté en 1901, elle est acevée en 1906. Cette digue est aujourd'hui intégrée à la digue-promenade.
1910 : En été, on dénombre 512 cabines le long de la plage, réalisant un alignement ininterrompu de 1 500 m.
1922 : le 23 juillet : en présence de Roger Farjon, sénateur du Pas-de-Calais et de Maurice Colrat, secrétaire d'État, futur garde des sceaux, habitué de la station, madame Duboc inaugure la nouvelle digue, extension de l'ancienne, prolongée au sud de la rue de la Lune, (actuelle rue Joseph Duboc) à l'avenue de l’Atlantique et au nord jusqu'à l'estuaire de la Canche.
1931 : le 28 mai : inauguration de la piscine d'eau de mer filtrée, stérilisée et réchauffée (André Bérard, architecte). C'est « la plus belle piscine d'Europe » (bassin de 200 yards (66,66 m) x 25 m, 500 cabines (dont certaines avec baignoire), gradins de 1 800 places, promenoir de 1 300 places, solarium, salle de repos, service médical de thalassothérapie avec massages, pédicures, deux restaurants, un bar, un tea-room…). Le plongeoir de Bérard est constitué de 4 tremplins de 1, 3, 5 et 10 mètres. La profondeur atteint 5 mètres en dessous des plongeoirs. Le bassin contient 2 744 m3 d'eau de mer prise au large, filtrée, stérilisée et réchauffée. Détruit par les bombardements, il sera remplacé en 1948 par un nouveau plongeoir (Louis Quételart, architecte). L'inauguration est faite par le sous-secrétaire d'État aux Travaux Publics, entouré de plusieurs centaines de médecins du monde entier, qui s'étaient réunis à Berck pour un congrès international de thalassothérapie.

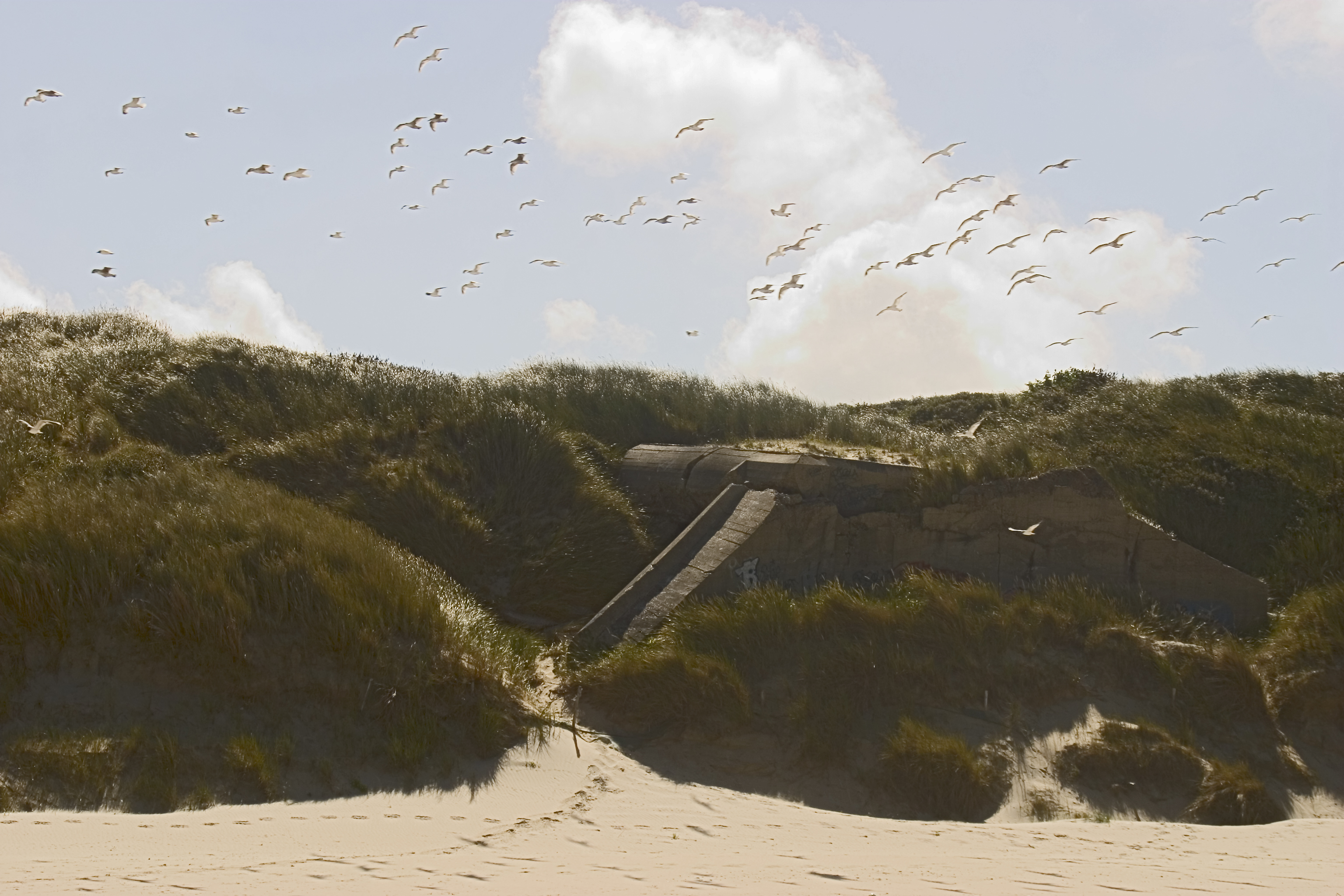
Blockhaus dans les dunes au nord de la plage

1943 : construction du mur de l'Atlantique.
1950 : remise en état de la digue, dallage et nouveau garde-corps.
1960 : inauguration de la nouvelle digue, (1 200 places de stationnement, 761 cabines)
1974 : création par Louison Bobet de la Thalassothérapie, réalisée sur les plans de l'architecte touquettois Louis-Michel Quételard, qui sera inaugurée en 1976 par Simone Veil, Ministre de la Santé.
1975 : première édition de l'Enduro du Touquet créé par Thierry Sabine
1985 : inauguration de l'Aqualud, construit à l'emplacement de la piscine..
1986 : le 8 août : le conseil municipal vote la création d'un port de plaisance sur les terrains du camping de la Canche, ce port devant être opérationnel en 1990.
1997 : le 16 mars : inauguration de la thalassothérapie complètement rénovée.
2000 : au  premier semestre : rénovation de « l’Aqualud », piscine à vague avec quelques toboggans dans une atmosphère tropicale et une eau à 30 °C.
2006 : en février, l'Enduro du Touquet est rebaptisé Enduropale et ne présente plus qu'un parcours d'une quinzaine de kilomètres uniquement sur la plage afin de préserver les dunes.
2010 : Poursuite de la politique de végétalisation du front de mer, lancée durant la mandature de Philippe Cotrel ; et développement de 10 km de pistes cyclables.

## Activités sportives

### Clubs de plage
Depuis 1931, des clubs de plage sont installés sur la plage.

#### Les six clubs historiques
Ces clubs, encadrés par des moniteurs, sont destinés à encourager la pratique d'activités sportives, comme la gymnastique, le grimpé de corde, le saut, le volley-ball, etc., ces clubs permettent de garder les enfants des vacanciers et aussi des résidents à l'année, commerçants et travailleurs saisonniers. Dans l'histoire, ces clubs ayant existé ou existant toujours, étaient, du nord au sud, les suivants : 
- Hippocampe, M. Archange, face à la rue de Bruxelles.
- Joie de Vivre, Paul Olombel et son épouse, Marguerite Caussel, puis elle seule après la mort de son mari, et leur fille Sylvie, face à la rue Saint-Louis. Paul Olombel créa le TAC Volley-Ball.

- Hélio-Plage, M. Testard
- Les Oiseaux de mer, Albert Mayaud, face à la rue Saint-Amand, premier club  de plage, créé en 1931, à pratiquer des exercices en plein air[g 2]. Champion olympique de water-polo aux Jeux olympiques d'été de 1924 à Paris. Il a habité au 57, rue Léon-Garet (anciennement rue Saint-Alphonse).

|                                              |
| Plaque "Albert Mayaud..." 57 rue Léon Garet. |

|                                             |
| Albert Mayaud Plaque " Les Oiseaux de Mer". |

- Caddy Sports, M. Monchaux puis M. Puissant puis Mme Puissant et sa fille Nicole, face à la rue des Oyats.
- Jeunesse, Michel Lecointe et sa femme, née Holuigue, dans le patio face à l'avenue de l'Atlantique, club créé en 1960 par Michel Lecointe, professeur de natation à la piscine du Touquet-Paris-Plage dans les années 1950. Il était le gendre de Fernand Holuigue, secrétaire général de la mairie du Touquet-Paris-Plage et secrétaire perpétuel de la Société académique du Touquet-Paris-Plage[9]. il a cédé le club en 1966.

#### Aujourd'hui
Du nord au sud, HippOjem, le club municipal Joie de vivre, puis Hélio-Plage, OJEM Mickey, Caddy Sports et OJEM Jeunesse (avec piscine).

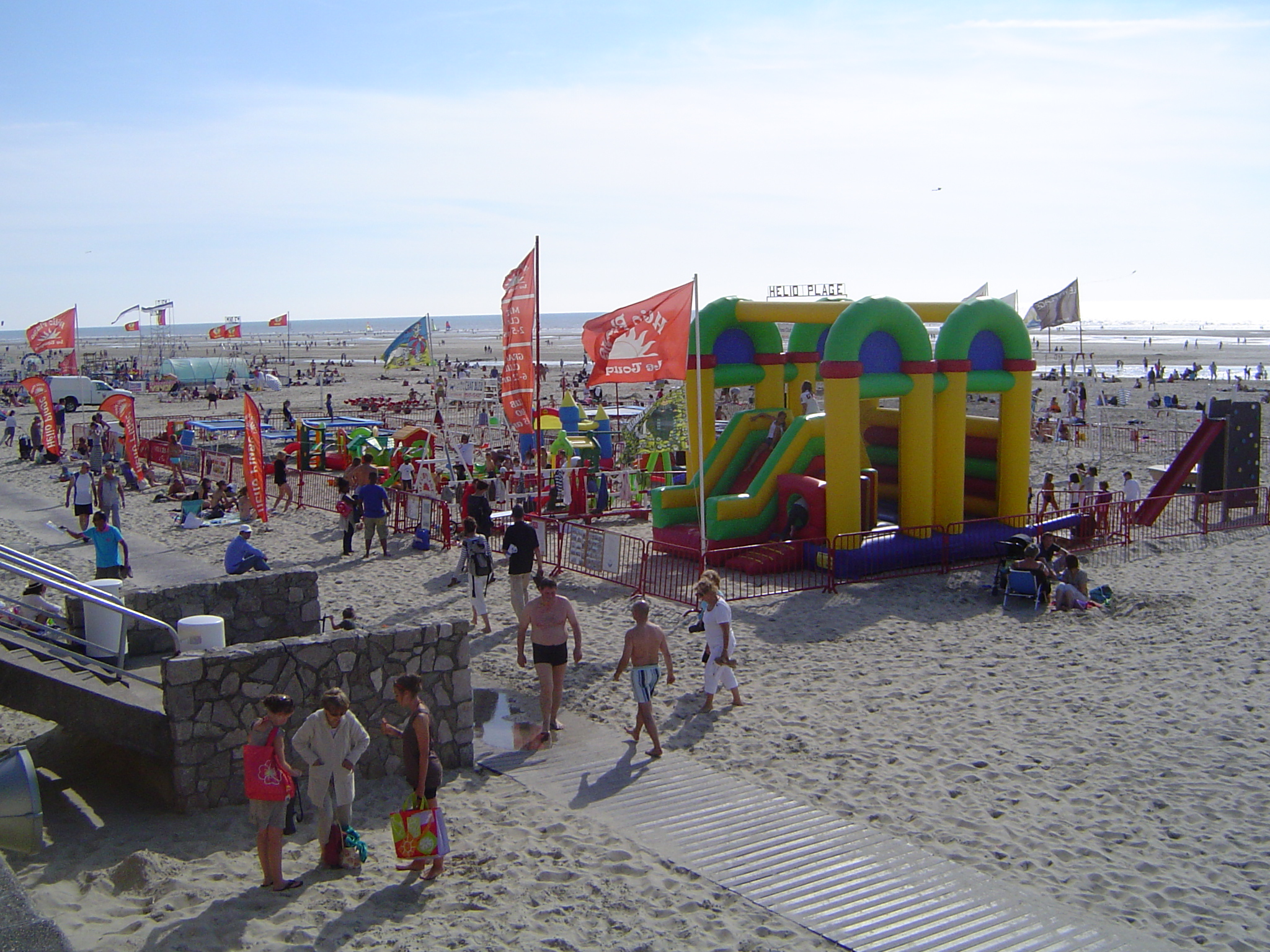
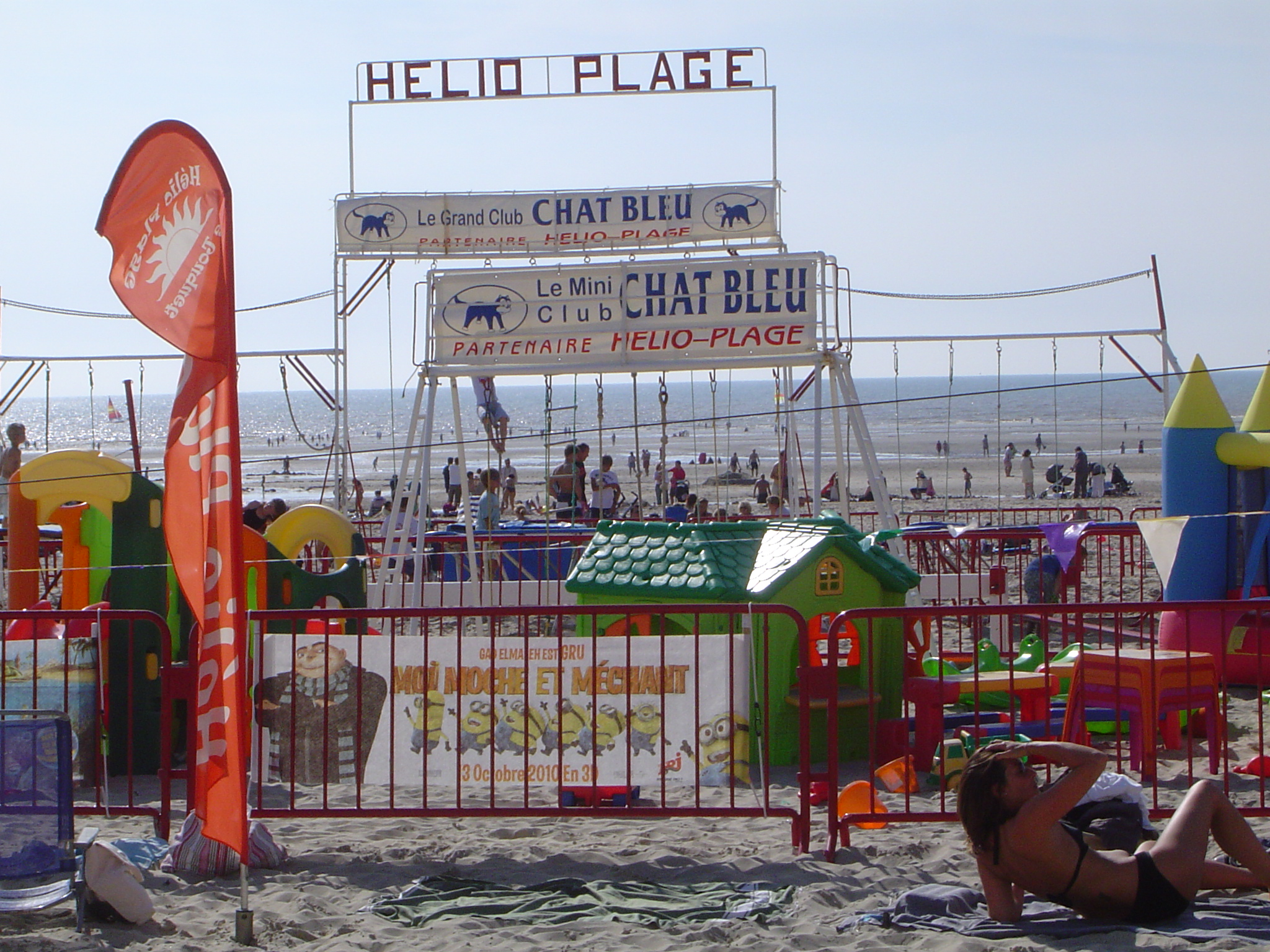
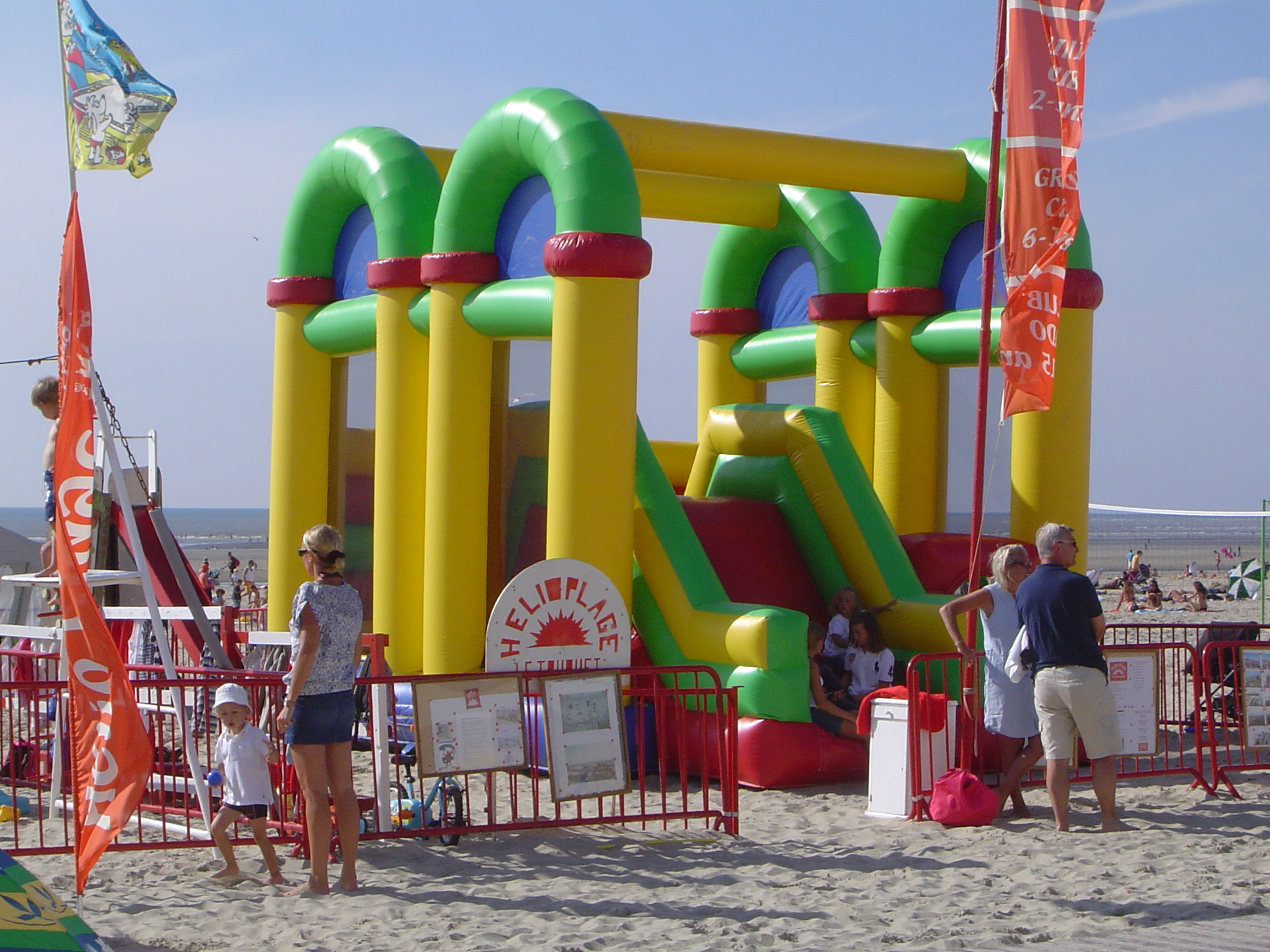
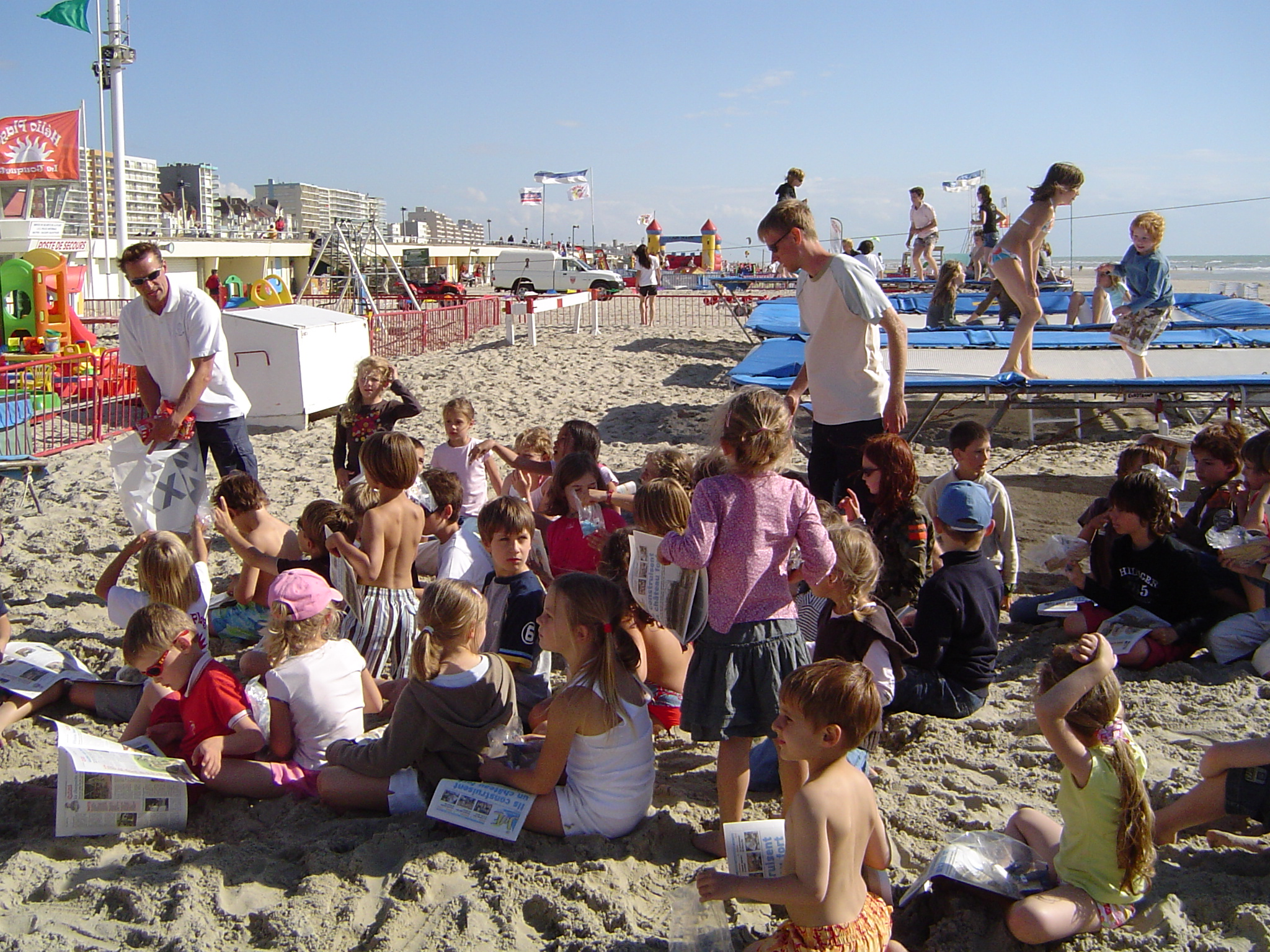

### Concours de plage
les concours de châteaux de sable ont existé dès 1912. Pendant la saison 1930, le concours était ouvert aux « enfants de 20 à 45 ans, s’abstenir après 60 ans » avec jury « de grandes personnes de 7 à 12 ans ». Parmi les concurrents figurent Pierre Lazareff et le peintre Van Dongen qui obtient un prix d'originalité.
Les célèbres concours de plage du Figaro (années 1948 à 1975) étaient organisés par le club OJEM Mickey.

### Activités nautiques

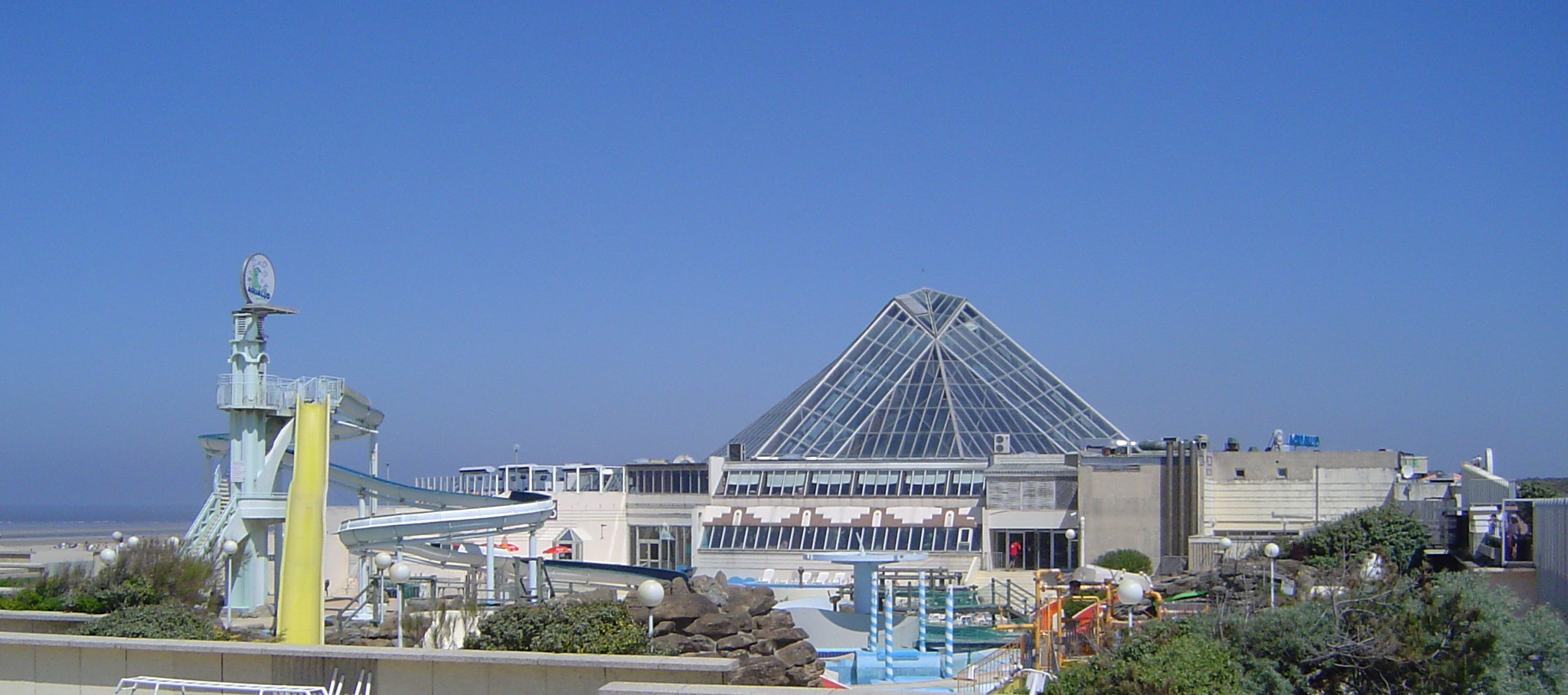
Le parc d'attractions nautiques

Dans les années 1980, l'ancienne piscine, construite en 1931 et qualifiée de plus belle piscine d'Europe est démolie, le plongeoir est conservé et intégré dans le parc d'attractions nautiques « Aqualud ».

### Char à voile

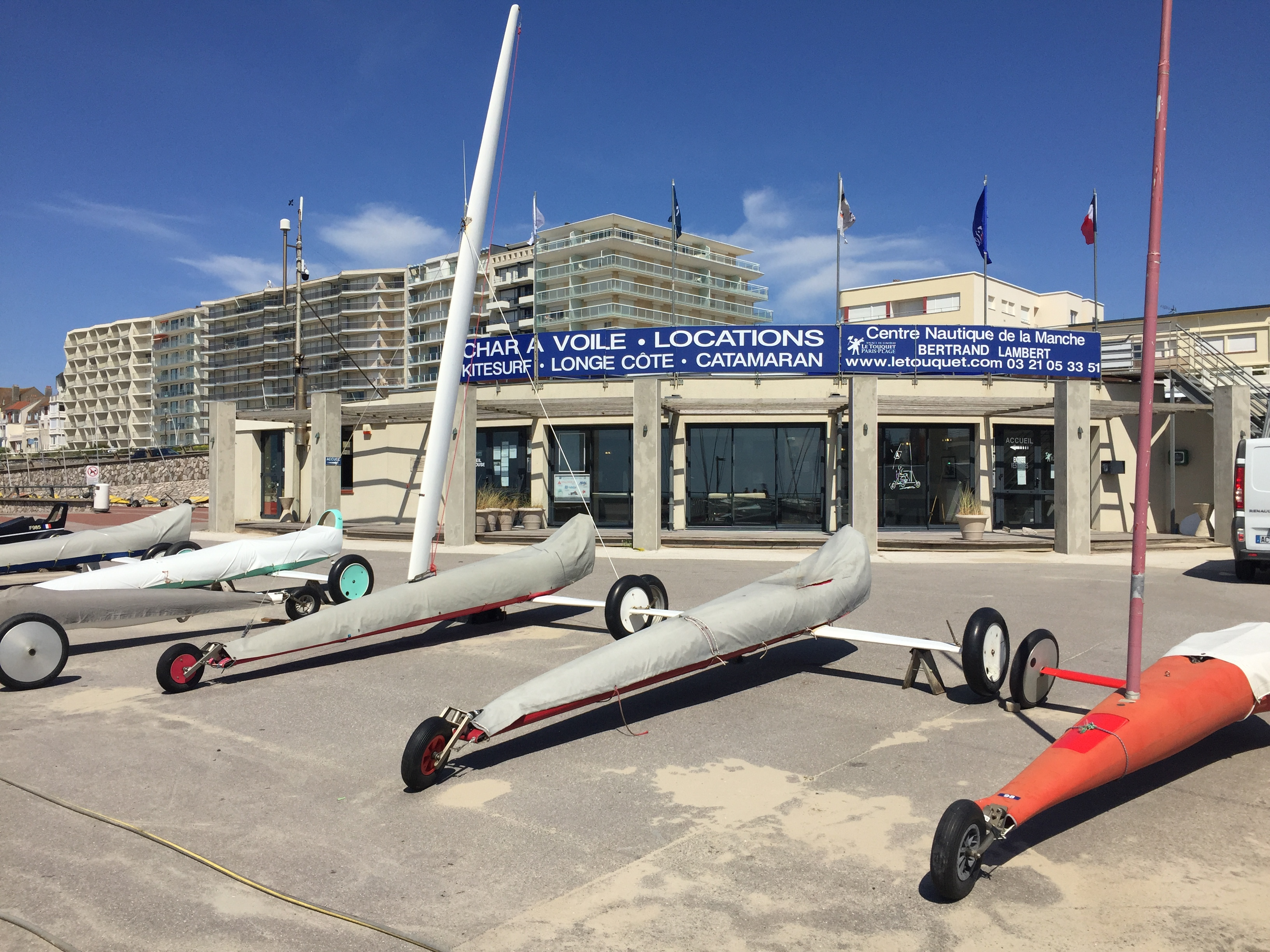
Le centre nautique de la Manche Bertrand Lambert.

Le club de char à voile, appelé « centre nautique de la Manche Bertrand Lambert » ou « Blériot Club », a été dirigé par Bertrand Lambert, trois fois champion du monde de char à voile et recordman du monde de vitesse en char à voile le 7 avril 1991, : 151,5 km/h,. Le club organise des compétitions internationales. Jean-François Deborguere, moniteur au Blériot-Club, a dit, lors d'une interview « Le plus agréable dans ce sport, c'est la facilité. Cela s'apprend très vite, et l'on a des sensations très rapidement. Au bout d'une heure, tout le monde peut rouler. De grandes étendues de plage, pas de moteur, on éprouve vraiment un sentiment de liberté. Nos plages sont très techniques, il y a des trous, des bâches, cela présente beaucoup plus d'intérêt que des plages totalement linéaires ».

## Activités commerciales

### Bars de plage
L'année 2016 voit l'installation, du nord au sud de la plage, de cinq bars et restaurants,. L'État remet en question l'installation de ces bars sur le domaine maritime telle qu'elle est faite actuellement, cela va obliger la municipalité à réfléchir à un déploiement différent,.

### Cabines de plage
Le début du XIXe siècle voit arriver sur la plage les cabines en bois, équipées de roues, et qui sont installées en été, puis remisées l'hiver.
Ensuite des loueurs de cabines, en toiles et en bois, et de transats, apparaissent. Ceux-ci sont installés sur la plage, à la descente royale, dans le prolongement de la rue Saint-Louis, proche de « la banane ». Un des loueurs qui a laissé son nom, par la présence toujours visible de ses cabines, est la cabine « VIC », comme Victor Van Godtsenhoven, né à Lille en 1896 et arrivé au Touquet-Paris-Plage dans les années 1920. Les cabines « VIC » font leur apparition dans les années 1950 et sont tenus par Fernand, le fils de Victor, et son épouse, elles sont reprises par leur fils, Jean-Luc, en 1972 qui cesse la location en 2016.
En 2024, dans le cadre du projet de rénovation du front de mer, les cabines « VIC », qui participent à l'histoire de la station, doivent connaître une deuxième naissance, la municipalité souhaitant relancer une location de tentes.
En 2024, la commune expérimente la location d'une trentaine de cabines de plage en bois, de tentes de toile et de corbeilles de plage.

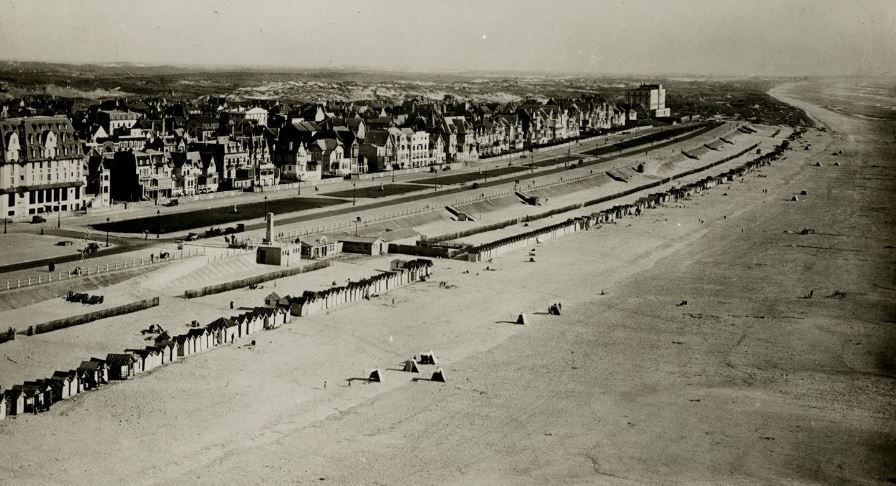
Les premières…
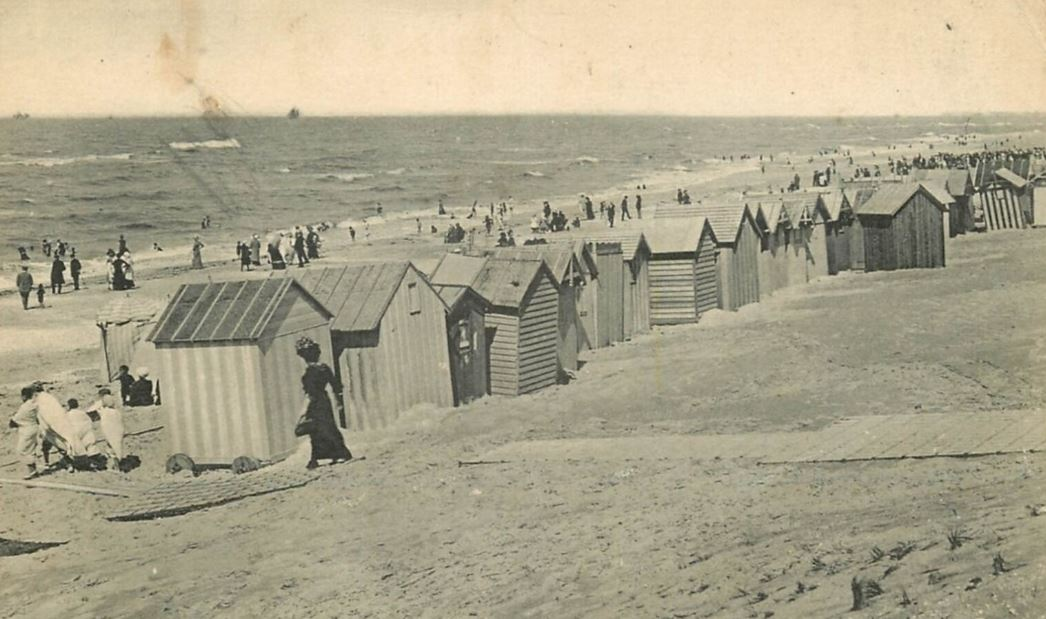
…cabines.
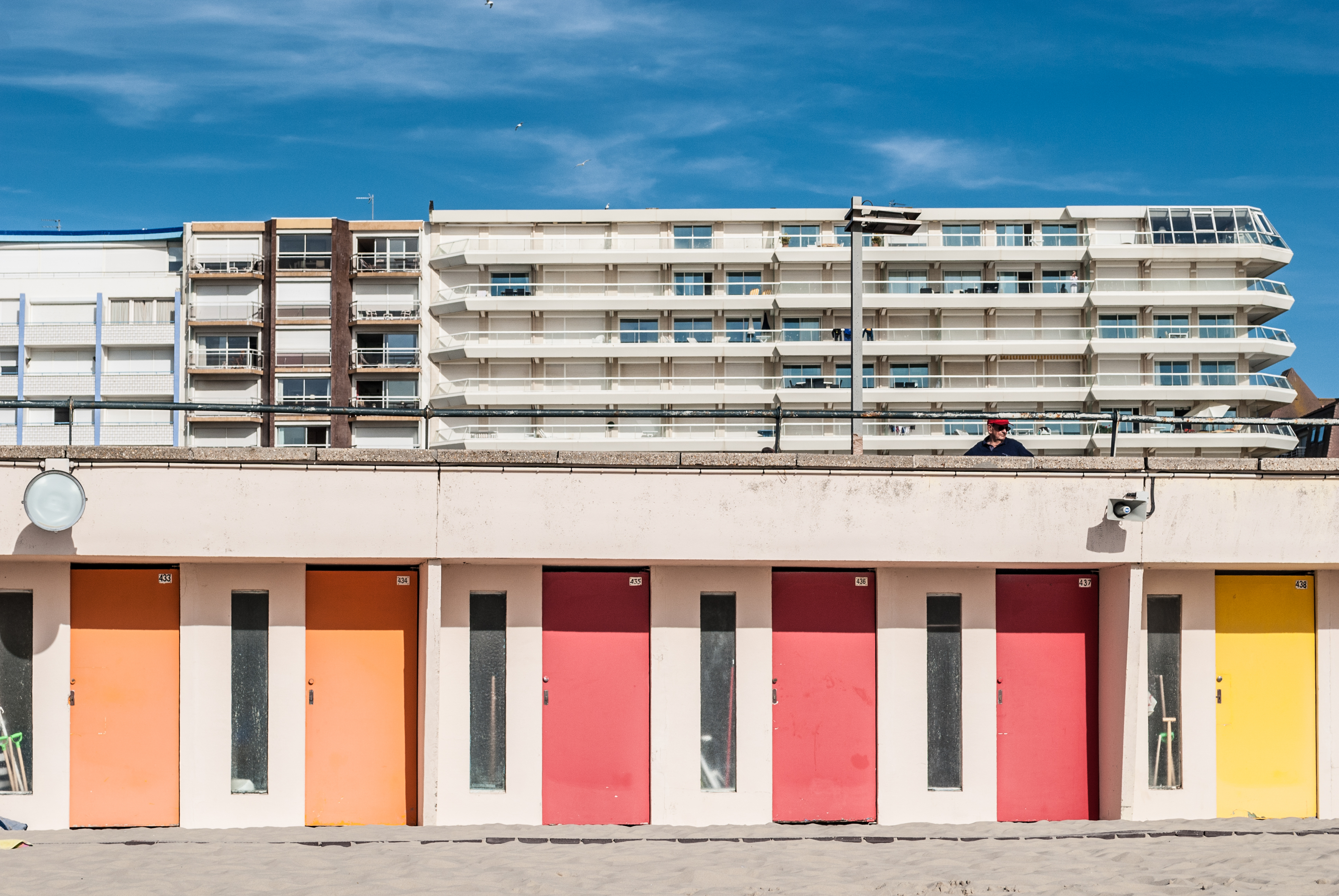
Les cabines de la digue.
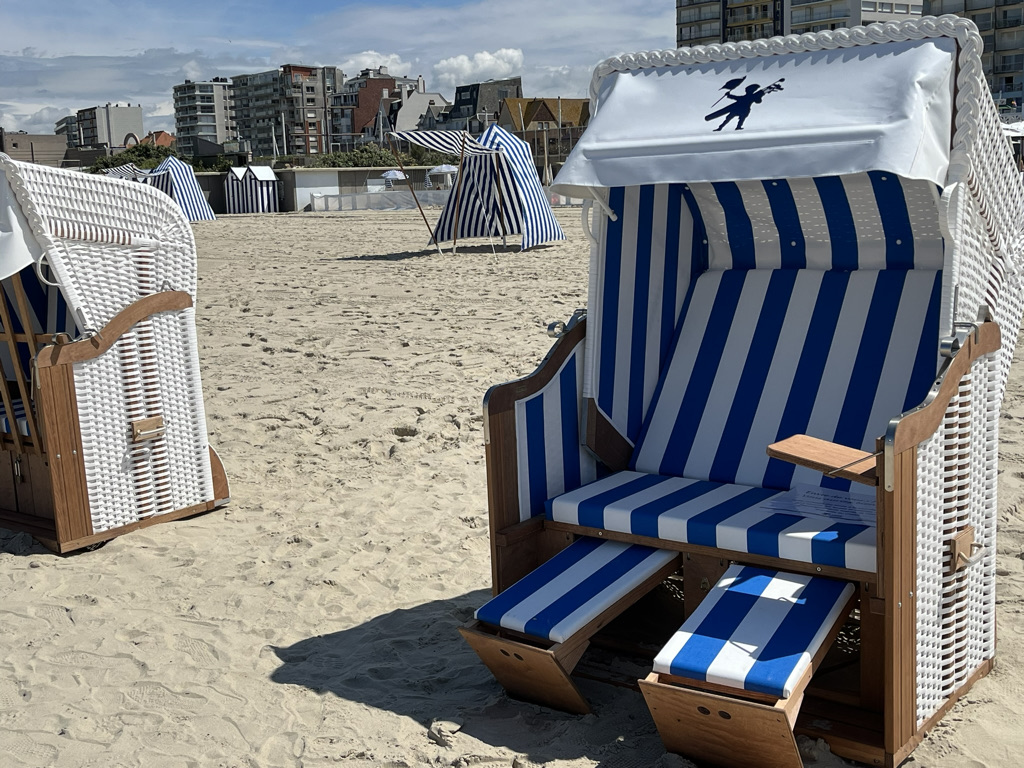
les cabines, les tentes et les corbeilles de plage.

## Le front de mer, vu de la plage

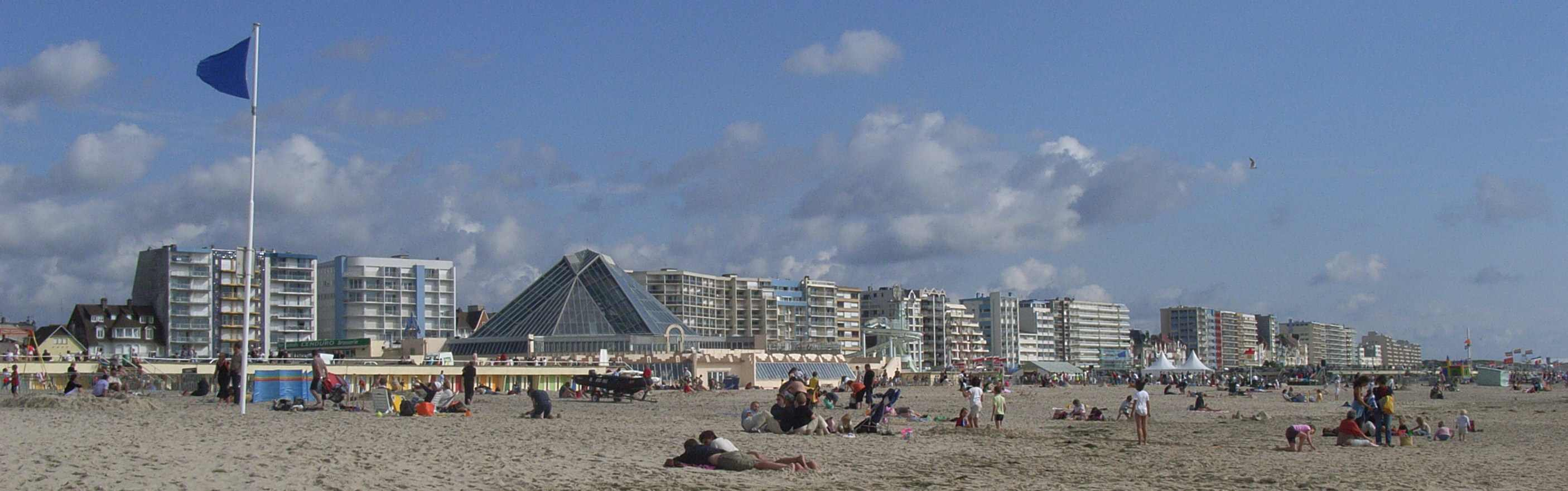
Le front de mer, vu de la plage. Au premier plan, l'ancien parc d'attractions nautiques.

Durant les années 1970 à 1990, la municipalité a signé de nombreux permis de construire pour des immeubles sur presque la totalité du front de mer.

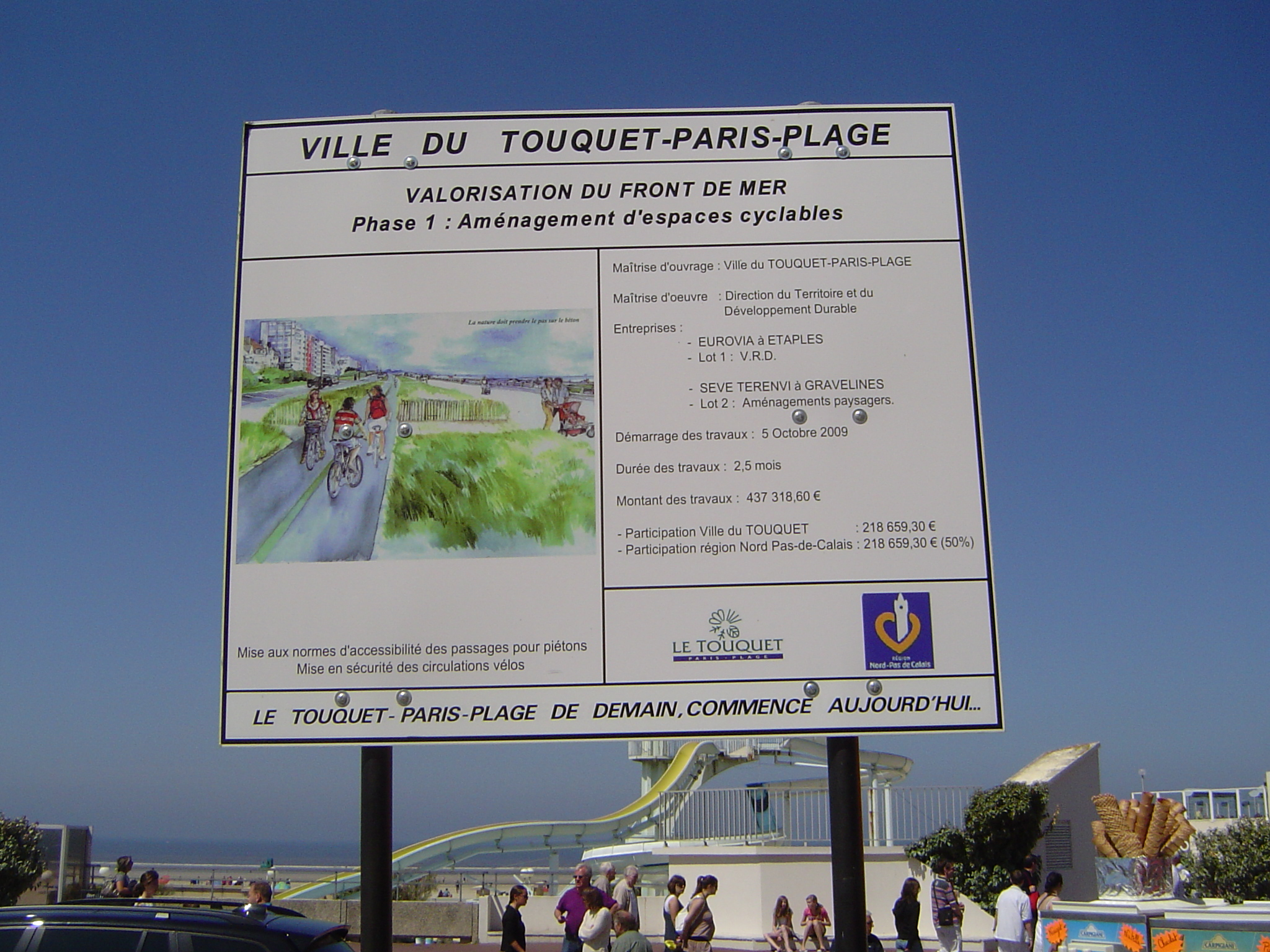
Valorisation du front de mer, nord

Depuis les années 1990, des travaux sont entrepris pour remettre en valeur le front de mer au nord de la plage.

## La piscine

### Panorama du front de mer, du nord au sud, à marée basse

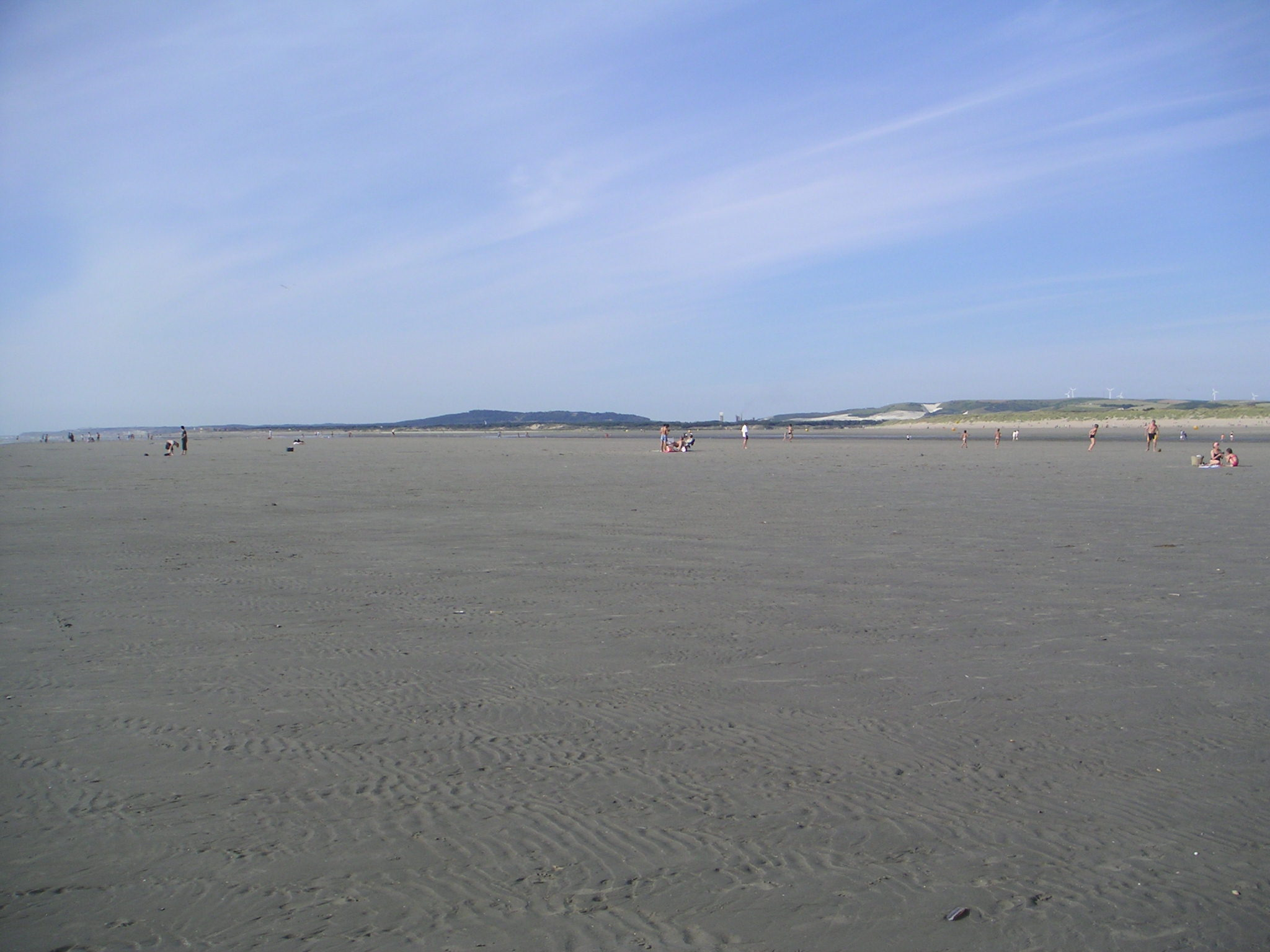
Panorama du front de mer (1).
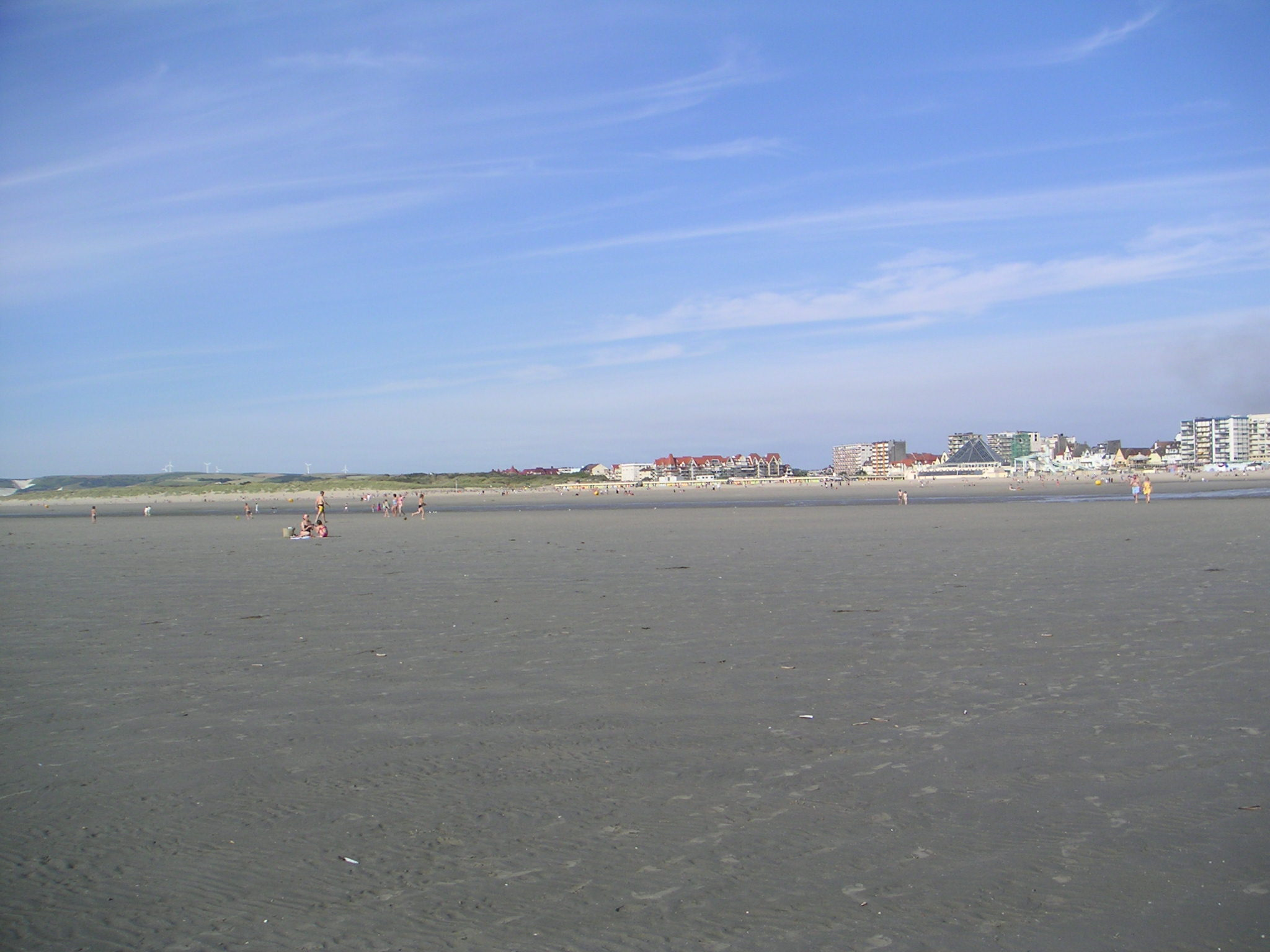
Panorama du front de mer (2).
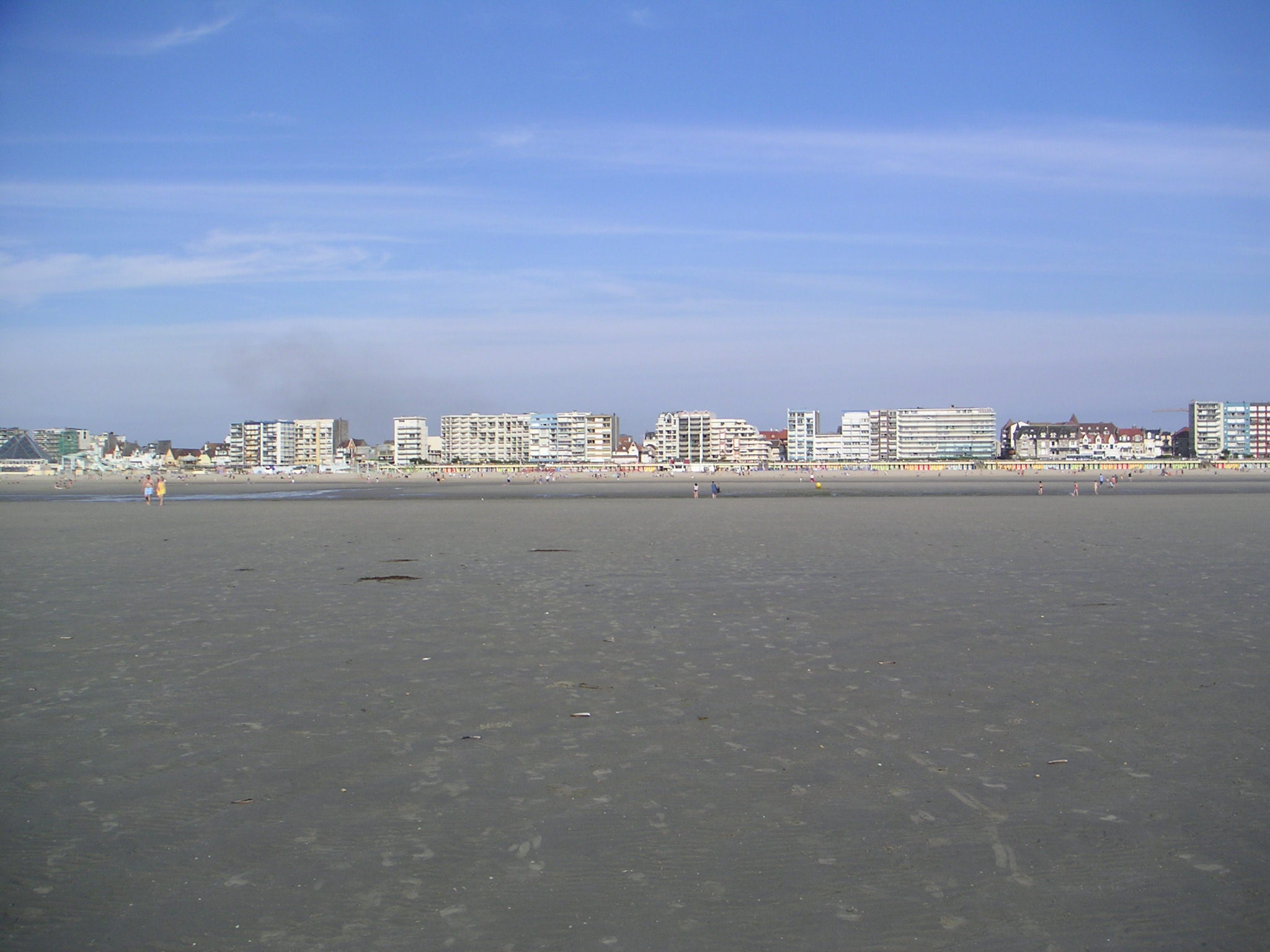
Panorama du front de mer (3).
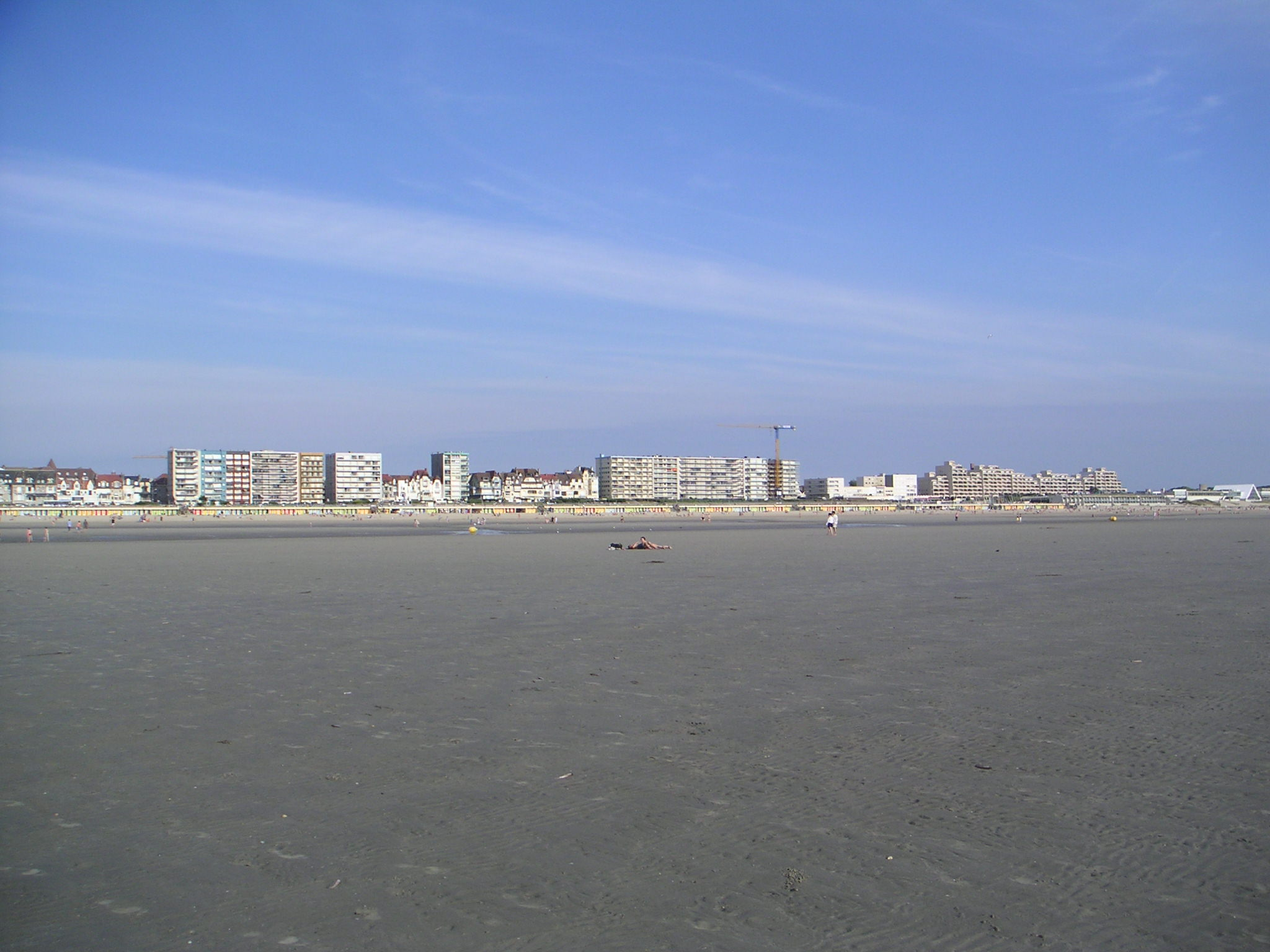
Panorama du front de mer (4).
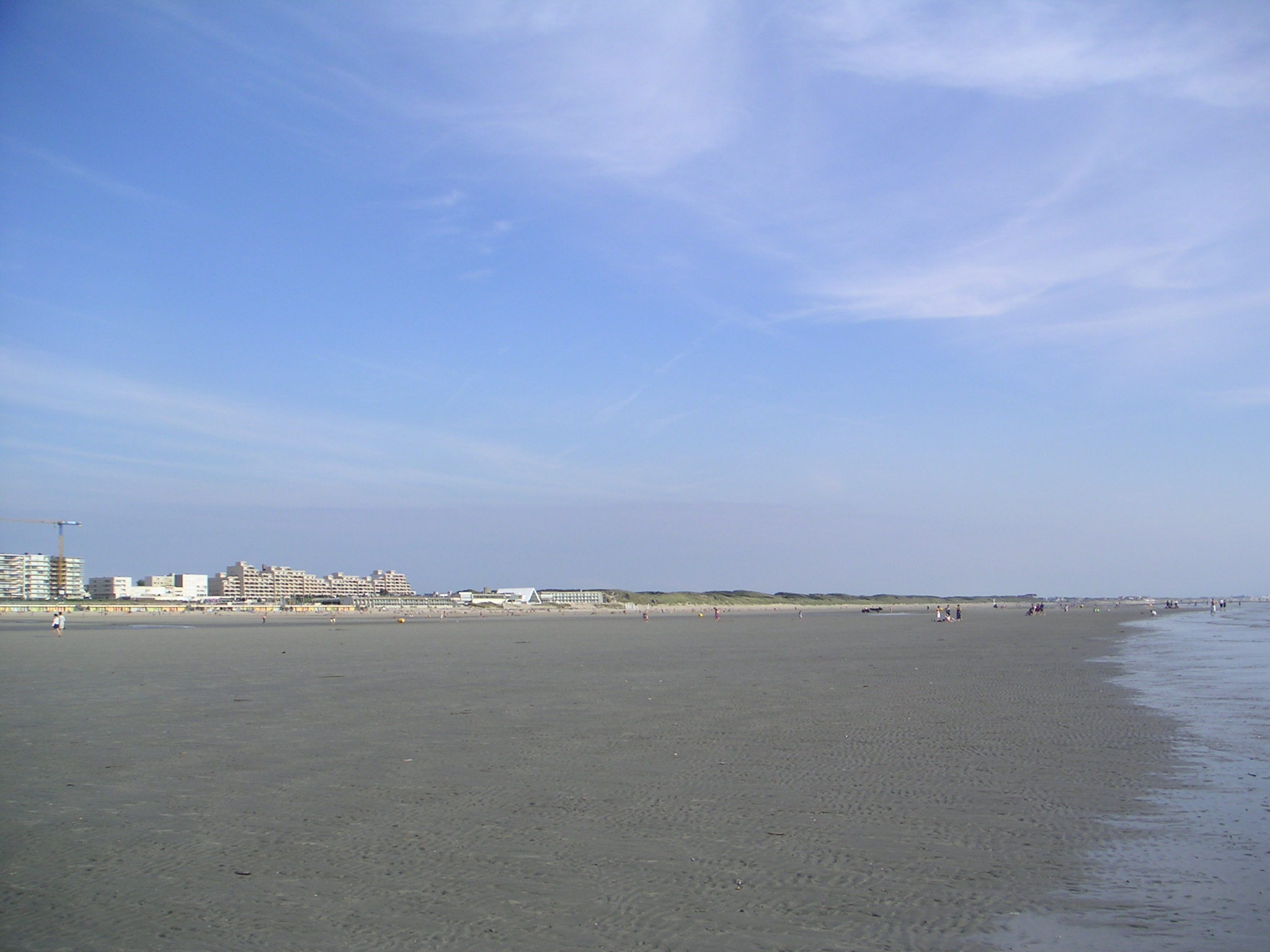
Panorama du front de mer (5).

## Naufrage du SSO SOCOTRA

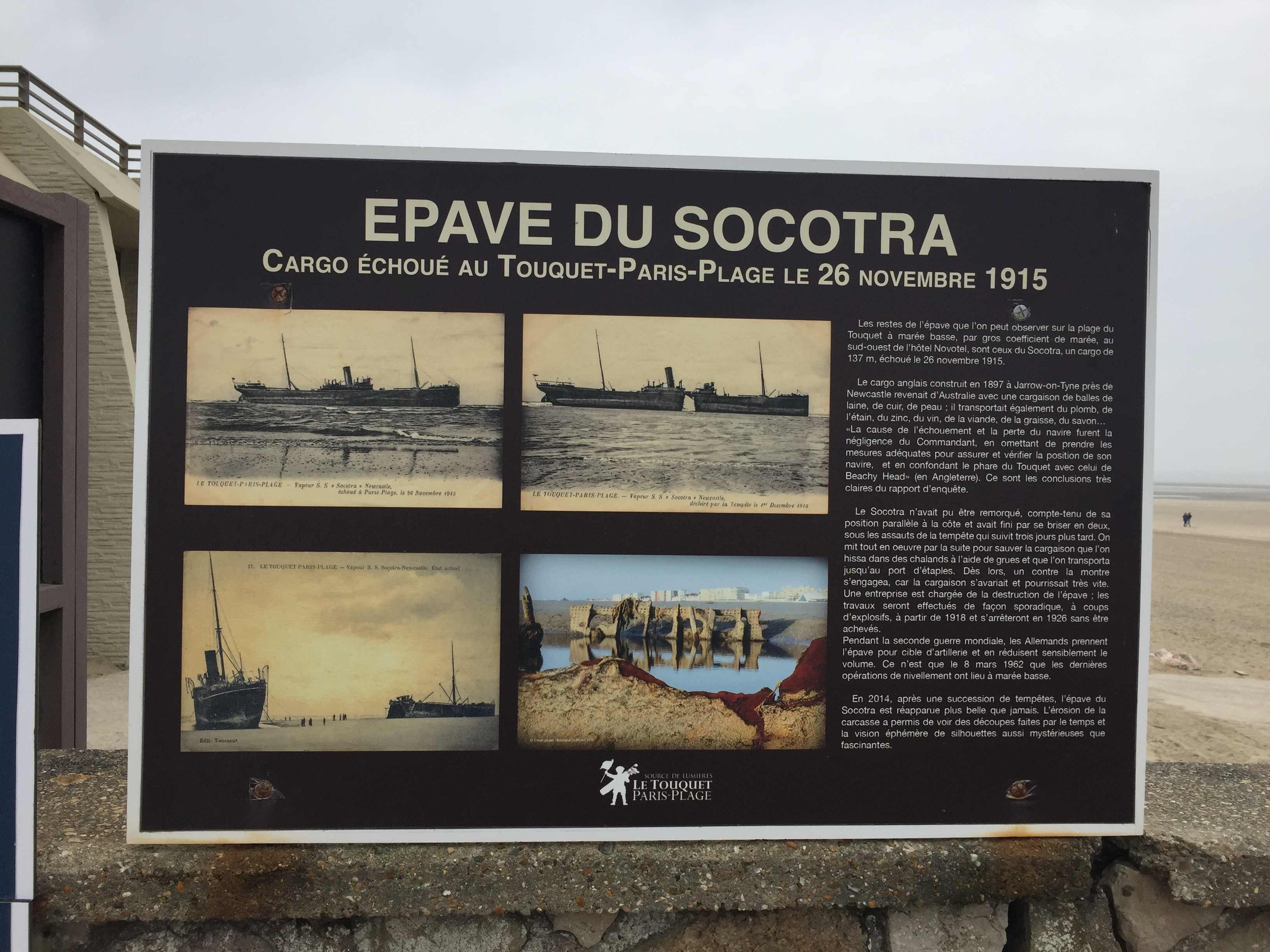
Panneau à proximité de l'épave du Socotra.

La zone de la pointe du Touquet était le théâtre de nombreux naufrages ou échouages ; bancs de sable, courant, brouillard, tempête, navigation de nuit en étaient les causes principales. La mise en service des phares en 1852 a amélioré de façon sensible les conditions de navigation, mais les catastrophes demeurent encore nombreuses : on en compte près de vingt-cinq pour les cinquante années précédant cette année 1915.
Le vendredi 26 novembre, la nouvelle se répand dans la station : un grand bateau s'est échoué sur la côte pendant la nuit, au sud-ouest de l'Atlantic Hôtel (50° 30′ 35″ N, 1° 34′ 10″ E). Il s'agit d'un grand cargo, que la mer en se retirant a laissé à sec. Le navire est le SSO SOCOTRA, bâtiment anglais de 4 000 tonneaux, du port de Newcastle, il est monté par un équipage de 96 hommes dirigé par le capitaine Stevenson Robert. Il revenait d'Australie avec une cargaison de balles de laine, cuirs, vins et céréales. Rappelons qu'en cette période de Première Guerre mondiale, depuis la mi-janvier, à la demande de l'amirauté britannique, on a diminué le pouvoir éclairant des phares du littoral de Dieppe à Calais, en remplaçant les lampes à arc par des lampes à pétrole.
Le 27 novembre 1915, une tentative de déséchouage a lieu vainement avec des remorqueurs. Comme il est échoué parallèlement à la côte, les remorqueurs ne peuvent le tirer dans son axe et ils tentent de le faire pivoter ce qui a pour résultat de fatiguer sa coque en son milieu.
Le 29 novembre 1915, une tempête a raison du navire et sous l'assaut des vagues, la coque se déchire.
Le 2 décembre 1915, la brèche est visible de la côte, les deux tronçons, sont bientôt éloignés d'une centaine de mètres, en s'engouffrant à l'intérieur des cales, la mer retire les objets les plus divers et ils jonchent la plage jusqu'à la Canche. Le Conseil municipal du Touquet publie un arrêté rappelant qu'il est interdit de ramasser les épaves, sous peine de poursuite. Dès lors, il ne s'agit plus que de sauver la cargaison : des grues sont installés à bord pour en faciliter le déchargement. Les balles de laine sont transportées par chaland au port d'Étaples, le reste de la cargaison est avariée par l'eau de mer et une odeur de pourriture et de charogne se dégage des cales.
Par la suite, d'autres entreprises de récupération se succèdent afin de démolir l'épave, mais elles font faillite ou rencontrent de grosses difficultés. L'épave reste sur la plage jusqu'à la Seconde Guerre mondiale où les Allemands la prennent comme cible d'artillerie et en réduisent considérablement le volume.
En 1952, une nouvelle entreprise obtient l'autorisation d'araser au moyen d'explosifs.
C'est le 8 mars 1962 que les opérations de nivellement définitif ont lieu à marée basse. On peut encore contempler les derniers vestiges de l'épave situés légèrement un peu plus loin que le centre de thalassothérapie.

## Pour approfondir

### Ouvrages et journaux
- Edith et Yves de Geeter, Images du Touquet-Paris-Plage, 1987

1. ↑  p. 120.
2. ↑  p. 105.
3. ↑  p. 18.
4. ↑  p. 19.

- Martine et Daniel Boivin et Édith et Yves de Geeter, Paris-Plage en cartes postales anciennes, avril 1987

1. ↑  p. 85.
2. ↑  p. 70.

- J. Chauvet, C. Béal et F. Holuigue, Le Touquet-Paris-Plage à l'aube de son nouveau siècle 1882 - 1982, Éditions Flandres-Artois-Côte d'Opale, avril 1982

1. ↑  p. 64.

- Patrick Saudemont, Les 100 ans du Touquet-Paris-Plage : 1912-2012, Neuilly-sur-Seine, Michel Lafon, octobre 2011, 160 p. (ISBN 978-2-7499-1468-8, BNF 42544723)

1. ↑  p. 40.

- Société académique du Touquet-Paris-Plage, 1912-2012 Un siècle d'histoires, Le Touquet-Paris-Plage, Éditions Henry, 2011, 226 p. (ISBN 978-2-917698-93-8)

1. 1 2  p. 108, écrits de Richard Klein.
2. ↑  p. 29, écrits de Christiane Chéron.
3. ↑  p. 16, écrits d'Alain Holuigue.

- Journal municipal Le Touquet Magazine puis Le Touquet Paris-Plage Info

1. 1 2 3  décembre 1999, p. 9.
2. ↑  décembre 2000,p. 9.
3. ↑  décembre 1999, p. 6.
4. 1 2  décembre 1999, p. 7.
5. 1 2  décembre 1999, p. 8.
6. ↑  août 1997, p. 16.
7. ↑  décembre 1999, p. 10.
8. ↑  septembre 1999, p. 10.
9. ↑  janvier 1997, p. 11.

### Autres sources
1. 1 2  Société académique du Touquet-Paris-Plage, Mémoires de la Société académique du Touquet-Paris-Plage 1935-1936, imprimerie Brogniart-Delambre Montreuil-sur-Mer 1937, 69 p., page 36 écrits d'Henri Triffaut.
2. 1 2 3 4 5  Société académique du Touquet-Paris-Plage, Mémoires de la Société académique du Touquet-Paris-Plage 2014-2016 : Cent-huitième à cent-dixième année, I.H. 62170 Montreuil édition de 2017, 226 p., p. 105 à 115, écrits de Jean-Claude Brigeois.
3. ↑  Société académique du Touquet-Paris-Plage, Mémoires de la Société académique du Touquet-Paris-Plage Pas-de-Calais 1933-1934, Le Touquet-Paris-Plage, L. Delambre-Deroussent 49, rue Saint-Jean Le Touquet-Paris-Plage, 1935, page 46 écrits de Maurice Garet, secrétaire perpétuel
4. ↑  
« Location des cabines de plage », sur le site de la ville du Touquet-Paris-Plage (consulté le 17 janvier 2012).
5. ↑  Richard Klein, « Le Touquet : du « paradis des sports » à la « station des quatre saisons » », Revue de l'art, vol. 165,‎ 2009, p. 49 à 55 (lire en ligne)
6. ↑  « FIAT LUX - FIAT URBS », sur notre-touquet-paris-plage.fr (consulté le 14 juillet 2019)
7. ↑  Richard Klein, Les villas balnéaires au Touquet-Paris-Plage : années 50-60-70, t. 3, Le Touquet-Paris-Plage, Les éditions du Passe-Temps, 2014, NP (ISBN 2-9517563-6-4)
8. 1 2  Claire de Vregille (photogr. Christophe Lebas), « Saison record pour les bars de plage du Touquet », La Voix du Nord,‎ 6 novembre 2022 (lire en ligne, consulté le 7 novembre 2022).
9. ↑  « Les échos du Touquet », hebdomadaire,‎ 3 janvier 2013, rubrique acte de décès.
10. ↑  Site consacré à l'histoire du char à voile.
11. ↑  Site de l'Association sportive des pilotes et propriétaires de classe 3 et formule A.
12. ↑  Journal municipal Paris-Plage, juillet 1996, p. 12.
13. ↑  Journal municipal Paris-Plage, novembre 1997, p. 10.
14. ↑  
« Page d'accueil », sur le site du Blériot-Club (consulté le 17 janvier 2012)
15. ↑  Jean-François Deborguere, moniteur au Blériot-Club, in Valeurs actuelles, 23 juillet 2004, p. 59
16. ↑  « Au Touquet, les cinq nouveaux bars et restaurants de plage font des vagues », La Voix du Nord,‎ 2 avril 2016 (lire en ligne, consulté le 12 mars 2022).
17. ↑  C.L.S., « Bars de plage au Touquet : la Banane bleue est écartée au profit des Sports », La Voix du Nord,‎ 10 mars 2022 (lire en ligne, consulté le 12 mars 2022).
18. ↑  Virginie Carton (photogr. Johan Ben Azzouz), « Les bars de plage du Touquet en sursis jusque 2028 », La Voix du Nord,‎ 17 février 2025 (lire en ligne , consulté le 13 février 2025).
19. ↑  « Acte de naissance n° 5994 », sur Les archives départementales du Nord (consulté le 6 décembre 2023), p. 479.
20. ↑  « Recensement de la population en 1926 », sur Les archives départementales du Pas-de-Calais (consulté le 6 décembre 2023), p. 84.
21. ↑  Cécile Legrand-Steeland, « Au Touquet, les cabines Vic ont failli disparaître, elles seront finalement restaurées », La Voix du Nord,‎ 5 décembre 2023 (lire en ligne, consulté le 6 décembre 2023).
22. ↑  Cécile Legrand Steeland, « Dès le printemps, Le Touquet va louer des cabines de plage à la journée », La Voix du Nord,‎ 20 février 2024 (lire en ligne, consulté le 21 février 2024).